# Llista de townlands del Comtat de Westmeath
Aquesta és una Llista de townlands del comtat de Westmeath. Hi ha aproximadament 1.376 townlands al comtat de Westmeath a la República d'Irlanda.
Els noms duplicats es produeixen quan hi ha més d'un townland amb el mateix nom al comtat. Els noms marcats en negreta són les ciutats i pobles, i la paraula town apareix per a les entrades de la columna acres.

## Llista de townlands
| Townland                                      | Acres | Baronia                    | Parròquia civil         | Poor Law Union   |
| --------------------------------------------- | ----- | -------------------------- | ----------------------- | ---------------- |
| Abbeyland                                     | 75    | Corkaree                   | Multyfarnham            | Mullingar        |
| Abbeyland and Charlestown (o Ballynamonaster) | 230   | Moygoish                   | Kilbixy                 | Mullingar        |
| Adamstown                                     | 35    | Rathconrath                | Conry                   | Mullingar        |
| Adamstown                                     | 551   | Moycashel                  | Castletownkindalen      | Mullingar        |
| Addinstown                                    | 968   | Delvin                     | Castletowndelvin        | Castletowndelvin |
| Aghabrack                                     | 127   | Rathconrath                | Conry                   | Mullingar        |
| Aghacocara                                    | 32    | Brawny                     | St. Mary's              | Athlone          |
| Aghadaugh                                     | 256   | Moyashel and Magheradernon | Rathconnell             | Mullingar        |
| Aghafin                                       | 115   | Clonlonan                  | Kilcleagh               | Athlone          |
| Aghafin                                       | 145   | Kilkenny West              | Noughaval               | Ballymahon       |
| Aghalasty & Ankersland                        | 307   | Fore                       | St. Mary's              | Castletowndelvin |
| Aghamore                                      | 32    | Moycashel                  | Kilbeggan               | Tullamore        |
| Aghamore                                      | 574   | Farbill                    | Killucan                | Mullingar        |
| Aghanamanagh (o Commeenlonagh)                | 59    | Moycashel                  | Newtown                 | Mullingar        |
| Aghanapisha                                   | 28    | Kilkenny West              | Noughaval               | Ballymahon       |
| Aghanargit                                    | 120   | Clonlonan                  | Kilcleagh               | Athlone          |
| Aghanashanamore                               | 41    | Clonlonan                  | Ballyloughloe           | Athlone          |
| Aghanvoneen                                   | 121   | Clonlonan                  | Ballyloughloe           | Athlone          |
| Agharanny                                     | 25    | Clonlonan                  | Kilcleagh               | Athlone          |
| Agharevagh East                               | 41    | Clonlonan                  | Kilcleagh               | Athlone          |
| Agharevagh West                               | 24    | Clonlonan                  | Kilcleagh               | Athlone          |
| Aghavoneen                                    | 169   | Clonlonan                  | Kilcleagh               | Athlone          |
| Aghnabohy                                     | 295   | Rathconrath                | Piercetown              | Ballymahon       |
| Aghnasullivan                                 | 62    | Clonlonan                  | Kilcleagh               | Athlone          |
| Aghuldred                                     | 174   | Moycashel                  | Kilbeggan               | Tullamore        |
| Aghyrassy                                     | 91    | Moycashel                  | Newtown                 | Mullingar        |
| Ankersbower                                   | 58    | Brawny                     | St. Mary's              | Athlone          |
| Ankersland & Aghalasty                        | 307   | Fore                       | St. Mary's              | Castletowndelvin |
| Annagh                                        | 810   | Kilkenny West              | Kilkenny West           | Athlone          |
| Annaghgortagh                                 | 171   | Clonlonan                  | Ballyloughloe           | Athlone          |
| Annaskinnan                                   | 511   | Farbill                    | Killucan                | Mullingar        |
| Anneville (o Rathduff)                        | 335   | Fartullagh                 | Moylisker               | Mullingar        |
| Archerstown                                   | 822   | Delvin                     | Castletowndelvin        | Castletowndelvin |
| Ardan                                         | 196   | Moycashel                  | Rahugh                  | Tullamore        |
| Ardballymore                                  | 112   | Moycashel                  | Ardnurcher or Horseleap | Tullamore        |
| Ardborra                                      | 192   | Kilkenny West              | Drumraney               | Ballymahon       |
| Ardbrennan                                    | 240   | Rathconrath                | Killare                 | Mullingar        |
| Ardbuckan                                     | 151   | Kilkenny West              | Drumraney               | Ballymahon       |
| Ardillon                                      | 95    | Fartullagh                 | Lynn                    | Mullingar        |
| Ardivaghan                                    | 88    | Moyashel and Magheradernon | Mullingar               | Mullingar        |
| Ardmore                                       | 151   | Moyashel and Magheradernon | Mullingar               | Mullingar        |
| Ardmorney                                     | 152   | Moycashel                  | Newtown                 | Mullingar        |
| Ardnacrany North                              | 813   | Kilkenny West              | Noughaval               | Ballymahon       |
| Ardnacrany South                              | 162   | Kilkenny West              | Noughaval               | Ballymahon       |
| Ardnaglew                                     | 351   | Moycashel                  | Kilbeggan               | Tullamore        |
| Ardnaglug                                     | 24    | Brawny                     | St. Mary's              | Athlone          |
| Ardnagragh                                    | 13    | Kilkenny West              | Drumraney               | Ballymahon       |
| Ardnagragh Digby                              | 650   | Kilkenny West              | Drumraney               | Ballymahon       |
| Ardnagragh Gray                               | 261   | Kilkenny West              | Drumraney               | Ballymahon       |
| Ardnagross                                    | 220   | Fore                       | Lickbla                 | Granard          |
| Ardnaponra                                    | 71    | Clonlonan                  | Kilmanaghan             | Athlone          |
| Ardnurcher                                    | 296   | Moycashel                  | Ardnurcher or Horseleap | Mullingar        |
| Ardyduffy                                     | 87    | Clonlonan                  | Ballyloughloe           | Athlone          |
| Athenboy                                      | 69    | Moygoish                   | Street                  | Granard          |
| Athlone                                       | Town  | Brawny                     | St. Mary's              | Athlone          |
| Athlone                                       | 378   | Brawny                     | St. Mary's              | Athlone          |
| Atticonor                                     | 440   | Moycashel                  | Rahugh                  | Tullamore        |
| Attimurtagh                                   | 62    | Clonlonan                  | Kilcleagh               | Athlone          |
| Auburn                                        | 151   | Kilkenny West              | Kilkenny West           | Athlone          |
| Balgarrett                                    | 413   | Moyashel and Magheradernon | Mullingar               | Mullingar        |
| Ballagh                                       | 217   | Moyashel and Magheradernon | Mullingar               | Mullingar        |
| Ballagh                                       | 82    | Clonlonan                  | Kilcumreragh            | Athlone          |
| Ballaghkeeran Big                             | 302   | Kilkenny West              | Kilkenny West           | Athlone          |
| Ballaghkeeran Little                          | 30    | Kilkenny West              | Kilkenny West           | Athlone          |
| Ballallen                                     | 441   | Moygoish                   | Kilbixy                 | Mullingar        |
| Ballany                                       | 440   | Fore                       | St. Feighins            | Castletowndelvin |
| Ballard                                       | 203   | Rathconrath                | Rathconrath             | Mullingar        |
| Ballard                                       | 256   | Moycashel                  | Ardnurcher or Horseleap | Tullamore        |
| Ballard                                       | 438   | Corkaree                   | Portloman               | Mullingar        |
| Balleagny                                     | 191   | Moyashel and Magheradernon | Mullingar               | Mullingar        |
| Balleighter (o Lowtown)                       | 395   | Farbill                    | Killucan                | Mullingar        |
| Ballew                                        | 27    | Moygoish                   | Street                  | Granard          |
| Ballina                                       | 261   | Moyashel and Magheradernon | Mullingar               | Mullingar        |
| Ballinacor (o Clonboy)                        | 371   | Rathconrath                | Killare                 | Mullingar        |
| Ballinalack                                   | Town  | Corkaree                   | Leny                    | Mullingar        |
| Ballinalack                                   | 151   | Corkaree                   | Leny                    | Mullingar        |
| Ballinaspick (o Bishopstown)                  | 1.572 | Rathconrath                | Killare                 | Mullingar        |
| Ballincurra                                   | 201   | Rathconrath                | Piercetown              | Ballymahon       |
| Ballinderry                                   | 452   | Moyashel and Magheradernon | Mullingar               | Mullingar        |
| Ballinderry                                   | 989   | Clonlonan                  | Kilcumreragh            | Athlone          |
| Ballinderry Big                               | 476   | Moycashel                  | Kilbeggan               | Tullamore        |
| Ballinderry Little                            | 241   | Moycashel                  | Kilbeggan               | Tullamore        |
| Ballindurrow                                  | 426   | Corkaree                   | Multyfarnham            | Mullingar        |
| Ballinealoe                                   | 565   | Fore                       | Mayne                   | Granard          |
| Ballinive                                     | 147   | Rathconrath                | Killare                 | Mullingar        |
| Ballinkeeny (o Mosstown)                      | 212   | Rathconrath                | Killare                 | Mullingar        |
| Ballinla                                      | 210   | Farbill                    | Killucan                | Mullingar        |
| Ballinlaban                                   | 457   | Moycashel                  | Ardnurcher or Horseleap | Mullingar        |
| Ballinlassy                                   | 182   | Clonlonan                  | Kilcleagh               | Athlone          |
| Ballinlavan                                   | 55    | Rathconrath                | Killare                 | Mullingar        |
| Ballinlig                                     | 145   | Delvin                     | Castletowndelvin        | Castletowndelvin |
| Ballinlig                                     | 157   | Moycashel                  | Kilcumreragh            | Athlone          |
| Ballinlig Lower                               | 281   | Rathconrath                | Ballymore               | Athlone          |
| Ballinlig Upper                               | 248   | Rathconrath                | Ballymore               | Athlone          |
| Ballinlough (Wadding)                         | 294   | Delvin                     | Castletowndelvin        | Castletowndelvin |
| Ballinlough                                   | 159   | Kilkenny West              | Bunown                  | Athlone          |
| Ballinlough                                   | 432   | Delvin                     | Killua                  | Castletowndelvin |
| Ballinlug                                     | 316   | Rathconrath                | Rathconrath             | Mullingar        |
| Ballinn                                       | 243   | Delvin                     | Castletowndelvin        | Castletowndelvin |
| Ballinphort                                   | 325   | Corkaree                   | Multyfarnham            | Mullingar        |
| Ballinriddera                                 | 360   | Corkaree                   | Multyfarnham            | Mullingar        |
| Ballintlevy                                   | 137   | Fartullagh                 | Enniscoffey             | Mullingar        |
| Ballintober                                   | 530   | Moycashel                  | Kilcumreragh            | Athlone          |
| Ballintue                                     | 669   | Moygoish                   | Kilmacnevan             | Mullingar        |
| Ballinure (o Ballyhealy)                      | 884   | Delvin                     | Castletowndelvin        | Castletowndelvin |
| Ballinvally                                   | 264   | Delvin                     | Castletowndelvin        | Castletowndelvin |
| Ballinwire                                    | 258   | Moycashel                  | Kilbeggan               | Tullamore        |
| Balloughter (o Hightown)                      | 1.283 | Farbill                    | Killucan                | Mullingar        |
| Ballybeg                                      | 226   | Fore                       | Faughalstown            | Castletowndelvin |
| Ballybeg                                      | 244   | Clonlonan                  | Kilcumreragh            | Athlone          |
| Ballyboy (o Lowpark)                          | 262   | Kilkenny West              | Kilkenny West           | Athlone          |
| Ballyboy                                      | 169   | Corkaree                   | Portloman               | Mullingar        |
| Ballybrennan                                  | 405   | Moycashel                  | Castletownkindalen      | Mullingar        |
| Ballybrickoge                                 | 465   | Moycashel                  | Kilcumreragh            | Athlone          |
| Ballybroder                                   | 243   | Moycashel                  | Durrow                  | Tullamore        |
| Ballybroder                                   | 95    | Clonlonan                  | Kilcumreragh            | Athlone          |
| Ballybrown                                    | 104   | Moycashel                  | Castletownkindalen      | Mullingar        |
| Ballycahan                                    | 368   | Moycashel                  | Durrow                  | Tullamore        |
| Ballycahillroe                                | 222   | Clonlonan                  | Kilcleagh               | Athlone          |
| Ballycloghduff (Molston)                      | 283   | Kilkenny West              | Drumraney               | Athlone          |
| Ballycloghduff                                | 230   | Kilkenny West              | Drumraney               | Athlone          |
| Ballyclogher                                  | 83    | Rathconrath                | Killare                 | Mullingar        |
| Ballycomoyle                                  | 465   | Fore                       | Rathgarve               | Castletowndelvin |
| Ballycor                                      | 331   | Moyashel and Magheradernon | Rathconnell             | Mullingar        |
| Ballycorkey                                   | 402   | Moygoish                   | Kilbixy                 | Mullingar        |
| Ballydavid                                    | 99    | Rathconrath                | Killare                 | Ballymahon       |
| Ballydonagh                                   | 62    | Clonlonan                  | Kilcleagh               | Athlone          |
| Ballydoogan                                   | 532   | Clonlonan                  | Ballyloughloe           | Athlone          |
| Ballydorey                                    | 60    | Moygoish                   | Rathaspick              | Granard          |
| Ballyedward                                   | 45    | Corkaree                   | Tyfarnham               | Mullingar        |
| Ballygarran                                   | 145   | Moygoish                   | Rathaspick              | Granard          |
| Ballygarvey                                   | 261   | Moygoish                   | Rathaspick              | Mullingar        |
| Ballygarveybeg                                | 530   | Moygoish                   | Rathaspick              | Mullingar        |
| Ballygillin                                   | 168   | Delvin                     | Killulagh               | Castletowndelvin |
| Ballyglass                                    | 143   | Moyashel and Magheradernon | Mullingar               | Mullingar        |
| Ballyglass                                    | 152   | Rathconrath                | Rathconrath             | Mullingar        |
| Ballygowlan                                   | 90    | Brawny                     | St. Mary's              | Athlone          |
| Ballyhandy                                    | 74    | Rathconrath                | Dysart                  | Mullingar        |
| Ballyharney                                   | 577   | Corkaree                   | Lackan                  | Mullingar        |
| Ballyhast                                     | 517   | Moycashel                  | Castletownkindalen      | Mullingar        |
| Ballyhattan                                   | 102   | Moycashel                  | Ardnurcher or Horseleap | Mullingar        |
| Ballyhaw                                      | 227   | Farbill                    | Killucan                | Mullingar        |
| Ballyhealy (o Ballinure)                      | 884   | Delvin                     | Castletowndelvin        | Castletowndelvin |
| Ballyhoreen                                   | 213   | Moygoish                   | Kilbixy                 | Mullingar        |
| Ballyhug                                      | 350   | Moygoish                   | Kilbixy                 | Mullingar        |
| Ballykeeran                                   | 415   | Brawny                     | St. Mary's              | Athlone          |
| Ballykildevin                                 | 105   | Moygoish                   | Street                  | Granard          |
| Ballykilmore                                  | 330   | Fartullagh                 | Newtown                 | Mullingar        |
| Ballykilroe                                   | 457   | Moycashel                  | Castletownkindalen      | Mullingar        |
| Ballymacahil and Derries                      | 428   | Delvin                     | Kilcumny                | Castletowndelvin |
| Ballymacallen                                 | 579   | Rathconrath                | Killare                 | Ballymahon       |
| Ballymacartan                                 | 129   | Rathconrath                | Killare                 | Ballymahon       |
| Ballymachugh                                  | 352   | Moycashel                  | Newtown                 | Mullingar        |
| Ballymacmorris                                | 485   | Moycashel                  | Kilbeggan               | Tullamore        |
| Ballymaghery                                  | 34    | Delvin                     | Killagh                 | Castletowndelvin |
| Ballymaglavy                                  | 803   | Rathconrath                | Piercetown              | Mullingar        |
| Ballymanus                                    | 486   | Fore                       | Rathgarve               | Castletowndelvin |
| Ballymore                                     | Town  | Rathconrath                | Ballymore               | Ballymahon       |
| Ballymore                                     | Town  | Rathconrath                | Killare                 | Ballymahon       |
| Ballymore                                     | 676   | Rathconrath                | Ballymore               | Ballymahon       |
| Ballymorin                                    | 290   | Rathconrath                | Ballymorin              | Mullingar        |
| Ballymurry                                    | 89    | Clonlonan                  | Ballyloughloe           | Athlone          |
| Ballynacarrig Old                             | 175   | Moygoish                   | Kilbixy                 | Mullingar        |
| Ballynacarrigy                                | Town  | Moygoish                   | Kilbixy                 | Mullingar        |
| Ballynacarrigy                                | 146   | Moygoish                   | Kilbixy                 | Mullingar        |
| Ballynacarrow                                 | 327   | Moygoish                   | Kilmacnevan             | Mullingar        |
| Ballynacarrow                                 | 660   | Rathconrath                | Rathconrath             | Mullingar        |
| Ballynacliffy                                 | 486   | Kilkenny West              | Kilkenny West           | Athlone          |
| Ballynaclin                                   | 222   | Moyashel and Magheradernon | Mullingar               | Mullingar        |
| Ballynaclonagh                                | 254   | Corkaree                   | Multyfarnham            | Mullingar        |
| Ballynacor                                    | 730   | Delvin                     | Killulagh               | Castletowndelvin |
| Ballynacorra                                  | 232   | Rathconrath                | Ballymore               | Ballymahon       |
| Ballynacoska                                  | 246   | Moycashel                  | Castletownkindalen      | Mullingar        |
| Ballynacroghy (o Gallowstown)                 | 358   | Moygoish                   | Kilbixy                 | Mullingar        |
| Ballynafearagh                                | 163   | Rathconrath                | Churchtown              | Mullingar        |
| Ballynafearagh                                | 71    | Rathconrath                | Ballymore               | Athlone          |
| Ballynafid                                    | 108   | Corkaree                   | Portnashangan           | Mullingar        |
| Ballynafid                                    | 290   | Corkaree                   | Leny                    | Mullingar        |
| Ballynagall                                   | 16    | Corkaree                   | Tyfarnham               | Mullingar        |
| Ballynagall                                   | 175   | Fore                       | Lickbla                 | Granard          |
| Ballynagall                                   | 24    | Moyashel and Magheradernon | Rathconnell             | Mullingar        |
| Ballynagall                                   | 286   | Moycashel                  | Kilcumreragh            | Athlone          |
| Ballynagall                                   | 33    | Fore                       | Rathgarve               | Granard          |
| Ballynagall                                   | 358   | Delvin                     | Kilcumny                | Castletowndelvin |
| Ballynagall                                   | 813   | Corkaree                   | Portnashangan           | Mullingar        |
| Ballynagall Little                            | 114   | Fore                       | Lickbla                 | Granard          |
| Ballynagarbry (Mullock)                       | 76    | Clonlonan                  | Ballyloughloe           | Athlone          |
| Ballynagarbry (Pim)                           | 137   | Clonlonan                  | Ballyloughloe           | Athlone          |
| Ballynagarbry                                 | 147   | Clonlonan                  | Ballyloughloe           | Athlone          |
| Ballynagore                                   | Town  | Moycashel                  | Newtown                 | Mullingar        |
| Ballynagore                                   | 58    | Moycashel                  | Castletownkindalen      | Mullingar        |
| Ballynagrenia                                 | 608   | Moycashel                  | Kilcumreragh            | Athlone          |
| Ballynahown                                   | 723   | Clonlonan                  | Kilcleagh               | Athlone          |
| Ballynahownwood                               | 1.083 | Clonlonan                  | Kilcleagh               | Athlone          |
| Ballynakill                                   | 139   | Kilkenny West              | Kilkenny West           | Athlone          |
| Ballynakill                                   | 282   | Corkaree                   | Multyfarnham            | Mullingar        |
| Ballynakill                                   | 676   | Clonlonan                  | Kilcleagh               | Athlone          |
| Ballynakill Upper                             | 42    | Kilkenny West              | Kilkenny West           | Athlone          |
| Ballynalone                                   | 23    | Kilkenny West              | Drumraney               | Ballymahon       |
| Ballynalone                                   | 263   | Kilkenny West              | Noughaval               | Ballymahon       |
| Ballynameagh                                  | 500   | Fore                       | Lickbla                 | Granard          |
| Ballynamonaster (o Charlestown and Abbeyland) | 230   | Moygoish                   | Kilbixy                 | Mullingar        |
| Ballynamuddagh                                | 639   | Clonlonan                  | Kilcleagh               | Athlone          |
| Ballynamullen                                 | 49    | Moycashel                  | Ardnurcher or Horseleap | Mullingar        |
| Ballynascarry                                 | 628   | Fore                       | Foyran                  | Granard          |
| Ballynaskeagh                                 | 334   | Delvin                     | Killagh                 | Castletowndelvin |
| Ballynaskeagh                                 | 381   | Delvin                     | Castletowndelvin        | Castletowndelvin |
| Ballynasudder                                 | 171   | Moycashel                  | Kilbeggan               | Tullamore        |
| Ballyoban                                     | 78    | Moycashel                  | Kilbeggan               | Tullamore        |
| Ballyote                                      | 127   | Moyashel and Magheradernon | Dysart                  | Mullingar        |
| Ballyowen                                     | 160   | Delvin                     | Killagh                 | Castletowndelvin |
| Ballysallagh (Fox)                            | 286   | Moygoish                   | Kilbixy                 | Mullingar        |
| Ballysallagh (Tuite)                          | 254   | Moygoish                   | Kilbixy                 | Mullingar        |
| Ballysallagh                                  | 246   | Kilkenny West              | Drumraney               | Athlone          |
| Ballyscarvan                                  | 253   | Clonlonan                  | Kilcleagh               | Athlone          |
| Ballyvade                                     | 224   | Corkaree                   | Leny                    | Mullingar        |
| Balnamona (o Charlestown)                     | 94    | Moyashel and Magheradernon | Mullingar               | Mullingar        |
| Balnavine                                     | 297   | Fore                       | St. Marys               | Castletowndelvin |
| Balrath                                       | 132   | Moycashel                  | Castletownkindalen      | Mullingar        |
| Balrath                                       | 180   | Fore                       | Lickbla                 | Granard          |
| Balrath                                       | 215   | Rathconrath                | Rathconrath             | Mullingar        |
| Balrath                                       | 278   | Corkaree                   | Portloman               | Mullingar        |
| Balrath                                       | 925   | Rathconrath                | Churchtown              | Mullingar        |
| Balrath North                                 | 182   | Delvin                     | Castletowndelvin        | Castletowndelvin |
| Balrath North                                 | 72    | Moyashel and Magheradernon | Rathconnell             | Mullingar        |
| Balrath South                                 | 353   | Delvin                     | Castletowndelvin        | Castletowndelvin |
| Balrath West                                  | 96    | Moyashel and Magheradernon | Rathconnell             | Mullingar        |
| Balreagh                                      | 827   | Moyashel and Magheradernon | Rathconnell             | Mullingar        |
| Balreath East                                 | 386   | Moyashel and Magheradernon | Rathconnell             | Mullingar        |
| Balroe                                        | 525   | Moygoish                   | Kilbixy                 | Mullingar        |
| Balrowan (Pakenham)                           | 144   | Farbill                    | Killucan                | Mullingar        |
| Balrowan (Rowely) & Kerinstown                | 747   | Farbill                    | Killucan                | Mullingar        |
| Baltrasna                                     | 145   | Clonlonan                  | Kilcleagh               | Athlone          |
| Baltrasna                                     | 788   | Moyashel and Magheradernon | Mullingar               | Mullingar        |
| Banagher                                      | 344   | Farbill                    | Killucan                | Mullingar        |
| Bananstown                                    | 31    | Delvin                     | Kilcumny                | Castletowndelvin |
| Barbavilla Demesne                            | 581   | Fore                       | St. Feighins            | Castletowndelvin |
| Bardanstown                                   | 304   | Moygoish                   | Rathaspick              | Mullingar        |
| Baronstown                                    | 160   | Moygoish                   | Kilbixy                 | Mullingar        |
| Baronstown Demesne                            | 929   | Moygoish                   | Kilbixy                 | Mullingar        |
| Barradrum                                     | 416   | Moygoish                   | Street                  | Granard          |
| Barratogher                                   | 166   | Moygoish                   | Russagh                 | Granard          |
| Barrettstown                                  | 261   | Rathconrath                | Dysart                  | Mullingar        |
| Baskin High                                   | 661   | Kilkenny West              | Drumraney               | Ballymahon       |
| Baskin Low                                    | 598   | Kilkenny West              | Drumraney               | Ballymahon       |
| Battstown                                     | 437   | Delvin                     | Killulagh               | Castletowndelvin |
| Bawn                                          | 55    | Kilkenny West              | Noughaval               | Ballymahon       |
| Bawnoges                                      | 171   | Clonlonan                  | Kilmanaghan             | Athlone          |
| Beggstown                                     | 81    | Fartullagh                 | Kilbride                | Mullingar        |
| Bellanalack                                   | 194   | Clonlonan                  | Ballyloughloe           | Athlone          |
| Bellfield (o Brannockstown)                   | 455   | Fartullagh                 | Enniscoffey             | Mullingar        |
| Bellmount (o Curristown)                      | 195   | Moyashel and Magheradernon | Mullingar               | Mullingar        |
| Bellview                                      | 24    | Moyashel and Magheradernon | Mullingar               | Mullingar        |
| Beltacken                                     | 136   | Rathconrath                | Templepatrick           | Ballymahon       |
| Belvidere                                     | 42    | Fartullagh                 | Moylisker               | Mullingar        |
| Belville                                      | 242   | Clonlonan                  | Ballyloughloe           | Athlone          |
| Ben                                           | 458   | Fore                       | St. Feighins            | Castletowndelvin |
| Benalbit & Derryroe                           | 407   | Moycashel                  | Castletownkindalen      | Mullingar        |
| Benisonlodge (o Bratty)                       | 449   | Fore                       | St. Feighins            | Castletowndelvin |
| Bessville                                     | 40    | Rathconrath                | Killare                 | Mullingar        |
| Bethlehem                                     | 182   | Kilkenny West              | Kilkenny West           | Athlone          |
| Bifurze                                       | 113   | Rathconrath                | Rathconrath             | Mullingar        |
| Bigwood                                       | 442   | Fore                       | Lickbla                 | Granard          |
| Billstown                                     | 419   | Delvin                     | Castletowndelvin        | Castletowndelvin |
| Bishopstown (o Ballinaspick)                  | 1.572 | Rathconrath                | Killare                 | Mullingar        |
| Blackislands (o Windmill)                     | 152   | Fartullagh                 | Enniscoffey             | Mullingar        |
| Blackmiles                                    | 151   | Corkaree                   | Stonehall               | Mullingar        |
| Blackories                                    | 45    | Clonlonan                  | Kilcleagh               | Athlone          |
| Bleachlawn                                    | 80    | Kilkenny West              | Drumraney               | Ballymahon       |
| Bleanphuttoge                                 | 160   | Kilkenny West              | Kilkenny West           | Athlone          |
| Blyry Lower                                   | 355   | Brawny                     | St. Mary's              | Athlone          |
| Blyry Upper                                   | 43    | Brawny                     | St. Mary's              | Athlone          |
| Boardsland                                    | 79    | Kilkenny West              | Kilkenny West           | Athlone          |
| Boardstown                                    | 114   | Moyashel and Magheradernon | Mullingar               | Mullingar        |
| Boggagh (Conran)                              | 150   | Clonlonan                  | Kilcleagh               | Athlone          |
| Boggagh (Fury)                                | 106   | Clonlonan                  | Kilcleagh               | Athlone          |
| Boggagh (Malone)                              | 89    | Clonlonan                  | Kilcleagh               | Athlone          |
| Boggagh Eighter                               | 234   | Clonlonan                  | Kilcleagh               | Athlone          |
| Boherquill                                    | 173   | Moygoish                   | Street                  | Granard          |
| Bolandstown                                   | 251   | Delvin                     | Castletowndelvin        | Castletowndelvin |
| Bolinarra                                     | 278   | Clonlonan                  | Kilcleagh               | Athlone          |
| Bolyconor                                     | 140   | Clonlonan                  | Kilcleagh               | Athlone          |
| Bottomy                                       | 810   | Moygoish                   | Street                  | Granard          |
| Boyanagh (Earl)                               | 111   | Clonlonan                  | Kilcleagh               | Athlone          |
| Boyanagh (Malone)                             | 175   | Clonlonan                  | Kilcleagh               | Athlone          |
| Boyanaghcalry                                 | 128   | Clonlonan                  | Ballyloughloe           | Athlone          |
| Brackagh                                      | 179   | Fartullagh                 | Carrick                 | Mullingar        |
| Brackagh                                      | 47    | Kilkenny West              | Noughaval               | Ballymahon       |
| Brackagh Castle                               | 27    | Moycashel                  | Ardnurcher or Horseleap | Tullamore        |
| Bracklin                                      | 2.730 | Delvin                     | Killulagh               | Castletowndelvin |
| Bracknahevla                                  | 344   | Rathconrath                | Killare                 | Mullingar        |
| Brannockstown (o Bellfield)                   | 455   | Fartullagh                 | Enniscoffey             | Mullingar        |
| Bratty (o Benisonlodge)                       | 449   | Fore                       | St. Feighins            | Castletowndelvin |
| Bredagh                                       | 69    | Moycashel                  | Castletownkindalen      | Mullingar        |
| Brittas                                       | 185   | Moyashel and Magheradernon | Rathconnell             | Mullingar        |
| Brittas                                       | 269   | Kilkenny West              | Kilkenny West           | Athlone          |
| Brockagh                                      | 342   | Moyashel and Magheradernon | Mullingar               | Mullingar        |
| Brottonstown                                  | 212   | Moyashel and Magheradernon | Mullingar               | Mullingar        |
| Brottonstown Little                           | 59    | Moyashel and Magheradernon | Mullingar               | Mullingar        |
| Brownscurragh                                 | 86    | Moycashel                  | Kilbeggan               | Tullamore        |
| Brownstown                                    | 837   | Delvin                     | Castletowndelvin        | Castletowndelvin |
| Brutonstown                                   | 200   | Farbill                    | Killucan                | Mullingar        |
| Brutonstown Little                            | 68    | Farbill                    | Killucan                | Mullingar        |
| Bryanmore Lower                               | 152   | Kilkenny West              | Drumraney               | Ballymahon       |
| Bryanmore Upper                               | 115   | Kilkenny West              | Drumraney               | Ballymahon       |
| Bryanstown                                    | 612   | Moyashel and Magheradernon | Dysart                  | Mullingar        |
| Bunanagh                                      | 161   | Moycashel                  | Ardnurcher or Horseleap | Mullingar        |
| Bunnahinly                                    | 434   | Brawny                     | St. Mary's              | Athlone          |
| Bunnavally                                    | 114   | Brawny                     | St. Mary's              | Athlone          |
| Bunown                                        | 357   | Kilkenny West              | Bunown                  | Athlone          |
| Burgesland                                    | 137   | Moygoish                   | Street                  | Granard          |
| Burnellstown                                  | 113   | Fartullagh                 | Lynn                    | Mullingar        |
| Byanbeg Lower                                 | 87    | Kilkenny West              | Drumraney               | Ballymahon       |
| Byanbeg Upper                                 | 107   | Kilkenny West              | Drumraney               | Ballymahon       |
| Caddagh                                       | 182   | Delvin                     | Castletowndelvin        | Castletowndelvin |
| Calliaghstown                                 | 1.015 | Rathconrath                | Ballymore               | Ballymahon       |
| Calliaghstown                                 | 401   | Moygoish                   | Kilmacnevan             | Mullingar        |
| Calverstown                                   | 406   | Fartullagh                 | Clonfad                 | Mullingar        |
| Camagh                                        | 50    | Moycashel                  | Kilbeggan               | Tullamore        |
| Camagh                                        | 678   | Fore                       | Lickbla                 | Granard          |
| Cannonsfield                                  | 16    | Brawny                     | St. Mary's              | Athlone          |
| Cannorstown (Chapman)                         | 67    | Kilkenny West              | Noughaval               | Ballymahon       |
| Cannorstown (Hogan)                           | 45    | Kilkenny West              | Noughaval               | Ballymahon       |
| Caplahard                                     | 56    | Kilkenny West              | Kilkenny West           | Athlone          |
| Cappaduff                                     | 170   | Moycashel                  | Ardnurcher or Horseleap | Mullingar        |
| Cappagh                                       | 1.138 | Moygoish                   | Russagh                 | Mullingar        |
| Cappaghauneen                                 | 58    | Clonlonan                  | Ballyloughloe           | Athlone          |
| Cappaghbrack                                  | 208   | Clonlonan                  | Ballyloughloe           | Athlone          |
| Cappaghjuan                                   | 90    | Rathconrath                | Ballymorin              | Mullingar        |
| Cappalahy                                     | 241   | Moycashel                  | Durrow                  | Tullamore        |
| Cappankelly                                   | 137   | Brawny                     | St. Mary's              | Athlone          |
| Cappanrush                                    | 381   | Moycashel                  | Rahugh                  | Tullamore        |
| Cappantack                                    | 88    | Clonlonan                  | Kilmanaghan             | Athlone          |
| Caran (o Enniscoffey)                         | 1.421 | Fartullagh                 | Enniscoffey             | Mullingar        |
| Caraun (o Kilmacahill)                        | 408   | Moygoish                   | Rathaspick              | Mullingar        |
| Carberry Island                               | 2     | Brawny                     | St. Mary's              | Athlone          |
| Carlanstown                                   | 1.349 | Fore                       | Lickbla                 | Granard          |
| Carn                                          | 166   | Fore                       | Foyran                  | Granard          |
| Carn                                          | 724   | Fore                       | Mayne                   | Granard          |
| Carn                                          | 733   | Rathconrath                | Conry                   | Mullingar        |
| Carnfyan                                      | 28    | Clonlonan                  | Ballyloughloe           | Athlone          |
| Carnpark                                      | 868   | Clonlonan                  | Ballyloughloe           | Athlone          |
| Carnybrogan                                   | 82    | Delvin                     | Castletowndelvin        | Castletowndelvin |
| Carpenterstown                                | 794   | Fore                       | St. Feighins            | Castletowndelvin |
| Carrick                                       | 1.058 | Fartullagh                 | Carrick                 | Mullingar        |
| Carrick                                       | 173   | Kilkenny West              | Noughaval               | Ballymahon       |
| Carrick                                       | 303   | Corkaree                   | Lackan                  | Mullingar        |
| Carrick                                       | 331   | Fore                       | St. Mary's              | Castletowndelvin |
| Carrickaneha                                  | 259   | Kilkenny West              | Drumraney               | Ballymahon       |
| Carrickfin                                    | 154   | Kilkenny West              | Kilkenny West           | Athlone          |
| Carricknagower                                | 334   | Rathconrath                | Ballymore               | Ballymahon       |
| Carrickobreen                                 | 472   | Brawny                     | St. Mary's              | Athlone          |
| Carrigagh                                     | 233   | Moygoish                   | Rathaspick              | Mullingar        |
| Cartenstown                                   | 133   | Delvin                     | Killulagh               | Castletowndelvin |
| Cartron                                       | 10    | Moyashel and Magheradernon | Rathconnell             | Mullingar        |
| Cartron                                       | 115   | Moyashel and Magheradernon | Mullingar               | Mullingar        |
| Cartron                                       | 126   | Kilkenny West              | Noughaval               | Athlone          |
| Cartron                                       | 355   | Moygoish                   | Templeoran              | Mullingar        |
| Cartroncoragh                                 | 310   | Kilkenny West              | Drumraney               | Ballymahon       |
| Cartroncroy                                   | 226   | Kilkenny West              | Noughaval               | Ballymahon       |
| Cartronganny                                  | 177   | Fartullagh                 | Mullingar               | Mullingar        |
| Cartronkeel                                   | 58    | Clonlonan                  | Kilcleagh               | Athlone          |
| Cartronkeel                                   | 93    | Kilkenny West              | Kilkenny West           | Athlone          |
| Cartrons                                      | 300   | Clonlonan                  | Kilcleagh               | Athlone          |
| Cartrontroy                                   | 105   | Brawny                     | St. Mary's              | Athlone          |
| Caslanakirka                                  | 179   | Fore                       | Rathgarve               | Castletowndelvin |
| Castledown                                    | 520   | Farbill                    | Killucan                | Mullingar        |
| Castlegaddery                                 | 371   | Rathconrath                | Rathconrath             | Mullingar        |
| Castlelost                                    | 635   | Fartullagh                 | Castlelost              | Mullingar        |
| Castlelost West                               | 538   | Fartullagh                 | Castlelost              | Mullingar        |
| Castlepollard                                 | Town  | Fore                       | Rathgarve               | Castletowndelvin |
| Castletown                                    | Town  | Moycashel                  | Castletownkindalen      | Mullingar        |
| Castletown                                    | 498   | Clonlonan                  | Kilcleagh               | Athlone          |
| Castletown                                    | 691   | Moycashel                  | Castletownkindalen      | Mullingar        |
| Castletown Lower                              | 426   | Fore                       | Lickbla                 | Granard          |
| Castletown Upper                              | 231   | Fore                       | Lickbla                 | Granard          |
| Castletowndelvin                              | Town  | Delvin                     | Castletowndelvin        | Castletowndelvin |
| Castletowndelvin                              | 471   | Delvin                     | Castletowndelvin        | Castletowndelvin |
| Catherinestown                                | 667   | Fartullagh                 | Lynn                    | Mullingar        |
| Cauran                                        | 127   | Kilkenny West              | Drumraney               | Ballymahon       |
| Cavestown and Rosmead                         | 1.346 | Delvin                     | Castletowndelvin        | Castletowndelvin |
| Chancery                                      | 123   | Moygoish                   | Street                  | Granard          |
| Chanonstown                                   | 234   | Farbill                    | Killucan                | Mullingar        |
| Charlestown (o Balnamona)                     | 94    | Moyashel and Magheradernon | Mullingar               | Mullingar        |
| Charlestown and Abbeyland (o Ballynamonaster) | 230   | Moygoish                   | Kilbixy                 | Mullingar        |
| Christianstown                                | 330   | Fore                       | St. Mary's              | Castletowndelvin |
| Churchtown                                    | 218   | Rathconrath                | Churchtown              | Mullingar        |
| Churchtown                                    | 473   | Moygoish                   | Kilmacnevan             | Mullingar        |
| Clanhugh Demesne                              | 291   | Corkaree                   | Leny                    | Mullingar        |
| Clanhugh Demesne                              | 76    | Corkaree                   | Portnashangan           | Mullingar        |
| Westmeath                                     | 847   | Rathconrath                | Killare                 | Mullingar        |
| Westmeathisland (o Derrymacegan)              | 224   | Fore                       | Foyran                  | Granard          |
| Westmeathmount (o Cummingstown)               | 451   | Fartullagh                 | Enniscoffey             | Mullingar        |
| Cleggarnagh                                   | 53    | Rathconrath                | Rathconrath             | Mullingar        |
| Clinickilroe                                  | 130   | Rathconrath                | Killare                 | Ballymahon       |
| Cloghanaskaw                                  | 204   | Moycashel                  | Ardnurcher or Horseleap | Mullingar        |
| Cloghanboy (Cooke)                            | 7     | Brawny                     | St. Mary's              | Athlone          |
| Cloghanboy (Homan)                            | 40    | Brawny                     | St. Mary's              | Athlone          |
| Cloghanboy (Strain)                           | 13    | Brawny                     | St. Mary's              | Athlone          |
| Cloghanboy West                               | 3     | Brawny                     | St. Mary's              | Athlone          |
| Cloghannagarragh                              | 36    | Kilkenny West              | Noughaval               | Athlone          |
| Cloghanstown                                  | 109   | Farbill                    | Killucan                | Castletowndelvin |
| Cloghanumera                                  | 34    | Moyashel and Magheradernon | Rathconnell             | Mullingar        |
| Cloghbane                                     | 108   | Clonlonan                  | Kilmanaghan             | Athlone          |
| Cloghbreen                                    | 125   | Kilkenny West              | Drumraney               | Ballymahon       |
| Clogher                                       | 274   | Kilkenny West              | Noughaval               | Ballymahon       |
| Clonaboy                                      | 272   | Moygoish                   | Rathaspick              | Mullingar        |
| Clonagh                                       | 44    | Brawny                     | St. Mary's              | Athlone          |
| Clonaglin                                     | 300   | Moycashel                  | Kilbeggan               | Tullamore        |
| Clonaltra (King)                              | 266   | Clonlonan                  | Kilcleagh               | Athlone          |
| Clonaltra West                                | 78    | Clonlonan                  | Kilcleagh               | Athlone          |
| Clonarney                                     | 271   | Delvin                     | Clonarney               | Castletowndelvin |
| Clonava                                       | 1.125 | Moygoish                   | Street                  | Mullingar        |
| Clonbore                                      | 241   | Farbill                    | Killucan                | Castletowndelvin |
| Clonboy (o Ballinacor)                        | 371   | Rathconrath                | Killare                 | Mullingar        |
| Clonbrusk                                     | 230   | Brawny                     | St. Mary's              | Athlone          |
| Clonconnell                                   | 190   | Moygoish                   | Street                  | Granard          |
| Cloncrave                                     | 819   | Farbill                    | Killucan                | Mullingar        |
| Cloncrow                                      | 489   | Moycashel                  | Newtown                 | Mullingar        |
| Cloncullen                                    | 189   | Farbill                    | Killucan                | Mullingar        |
| Cloncullen                                    | 210   | Moycashel                  | Newtown                 | Mullingar        |
| Cloncullen                                    | 654   | Rathconrath                | Ballymore               | Ballymahon       |
| Clondalever                                   | 364   | Moyashel and Magheradernon | Rathconnell             | Mullingar        |
| Clondalevery                                  | 505   | Fore                       | Kilpatrick              | Castletowndelvin |
| Clondardis                                    | 11    | Moyashel and Magheradernon | Mullingar               | Mullingar        |
| Clondardis                                    | 210   | Moygoish                   | Templeoran              | Mullingar        |
| Clonfad                                       | 443   | Farbill                    | Killucan                | Mullingar        |
| Clonfad                                       | 640   | Fartullagh                 | Clonfad                 | Mullingar        |
| Clongawny                                     | 559   | Moyashel and Magheradernon | Mullingar               | Mullingar        |
| Clongowly                                     | 355   | Moycashel                  | Ardnurcher or Horseleap | Tullamore        |
| Clonickilvant                                 | 1.164 | Moyashel and Magheradernon | Rathconnell             | Mullingar        |
| Clonkeen                                      | 558   | Kilkenny West              | Noughaval               | Ballymahon       |
| Clonkeen                                      | 644   | Moygoish                   | Street                  | Granard          |
| Clonkill                                      | 797   | Moyashel and Magheradernon | Rathconnell             | Mullingar        |
| Clonleame                                     | 527   | Delvin                     | Castletowndelvin        | Castletowndelvin |
| Clonlonan                                     | 201   | Clonlonan                  | Kilcleagh               | Athlone          |
| Clonlost                                      | 819   | Moyashel and Magheradernon | Rathconnell             | Mullingar        |
| Clonmaskill                                   | 534   | Delvin                     | Castletowndelvin        | Castletowndelvin |
| Clonmellon                                    | Town  | Delvin                     | Killua                  | Castletowndelvin |
| Clonmellon                                    | 343   | Delvin                     | Killua                  | Castletowndelvin |
| Clonmore                                      | 257   | Clonlonan                  | Kilcleagh               | Athlone          |
| Clonmore                                      | 326   | Moygoish                   | Street                  | Granard          |
| Clonmore                                      | 366   | Moyashel and Magheradernon | Mullingar               | Mullingar        |
| Clonmorrill                                   | 193   | Delvin                     | Castletowndelvin        | Castletowndelvin |
| Clonmoyle                                     | 17    | Fartullagh                 | Lynn                    | Mullingar        |
| Clonnagapple                                  | 61    | Delvin                     | Castletowndelvin        | Castletowndelvin |
| Clonnageeragh                                 | 675   | Fore                       | St. Feighins            | Castletowndelvin |
| Clonnamanagh                                  | 73    | Rathconrath                | Killare                 | Ballymahon       |
| Clonnslynagh                                  | 103   | Rathconrath                | Killare                 | Ballymahon       |
| Clonownmore                                   | 184   | Rathconrath                | Conry                   | Mullingar        |
| Clonreagh                                     | 28    | Farbill                    | Killucan                | Mullingar        |
| Clonrelick                                    | 144   | Clonlonan                  | Ballyloughloe           | Athlone          |
| Clonrobert                                    | 156   | Fore                       | Lickbla                 | Granard          |
| Clonsheever                                   | 401   | Moyashel and Magheradernon | Rathconnell             | Mullingar        |
| Clonsingle                                    | 360   | Moycashel                  | Castletownkindalen      | Mullingar        |
| Clonsura                                      | 559   | Fore                       | Lickbla                 | Granard          |
| Clonteens                                     | 67    | Fore                       | Mayne                   | Granard          |
| Clonthread                                    | 227   | Clonlonan                  | Ballyloughloe           | Athlone          |
| Clontinteen                                   | 160   | Rathconrath                | Churchtown              | Mullingar        |
| Clontytallon                                  | 121   | Fartullagh                 | Castlelost              | Mullingar        |
| Clonybane                                     | 399   | Rathconrath                | Killare                 | Ballymahon       |
| Clonydonnin                                   | 377   | Clonlonan                  | Kilcleagh               | Athlone          |
| Clonyegan                                     | 246   | Clonlonan                  | Ballyloughloe           | Athlone          |
| Clonyhague                                    | 706   | Moycashel                  | Newtown                 | Mullingar        |
| Clonymurtagh                                  | 54    | Rathconrath                | Ballymorin              | Mullingar        |
| Clonyn                                        | 661   | Delvin                     | Castletowndelvin        | Castletowndelvin |
| Clonyrina                                     | 222   | Rathconrath                | Conry                   | Mullingar        |
| Clonyveey                                     | 212   | Rathconrath                | Killare                 | Ballymahon       |
| Cloonagh                                      | 1.159 | Moycashel                  | Castletownkindalen      | Mullingar        |
| Cloonbonny                                    | 1.441 | Brawny                     | St. Mary's              | Athlone          |
| Cloondalin                                    | 118   | Brawny                     | St. Mary's              | Athlone          |
| Cloonymurrikin                                | 205   | Moycashel                  | Ardnurcher or Horseleap | Tullamore        |
| Cloran & Corcullentry                         | 906   | Delvin                     | Killua                  | Castletowndelvin |
| Clownstown                                    | 249   | Fartullagh                 | Mullingar               | Mullingar        |
| Clyglass                                      | 72    | Rathconrath                | Killare                 | Mullingar        |
| Cockstown                                     | 326   | Delvin                     | Castletowndelvin        | Castletowndelvin |
| Collegeland                                   | 28    | Brawny                     | St. Mary's              | Athlone          |
| Collinstown & Kiltotan                        | 328   | Fartullagh                 | Castlelost              | Mullingar        |
| Collinstown                                   | 660   | Fore                       | St. Feighins            | Castletowndelvin |
| Commeenlonagh (o Aghanamanagh)                | 59    | Moycashel                  | Newtown                 | Mullingar        |
| Commons                                       | 14    | Moyashel and Magheradernon | Mullingar               | Mullingar        |
| Conlanstown                                   | 549   | Moygoish                   | Kilmacnevan             | Mullingar        |
| Conranstown                                   | 22    | Moycashel                  | Castletownkindalen      | Mullingar        |
| Cookanamuck                                   | 3     | Brawny                     | St. Mary's              | Athlone          |
| Cooksborough                                  | 915   | Moyashel and Magheradernon | Rathconnell             | Mullingar        |
| Coola                                         | 201   | Moycashel                  | Kilbeggan               | Tullamore        |
| Coolaleena                                    | 210   | Kilkenny West              | Noughaval               | Athlone          |
| Coolalough                                    | 422   | Moycashel                  | Ardnurcher or Horseleap | Tullamore        |
| Coolamber                                     | 182   | Moygoish                   | Street                  | Granard          |
| Coolatoor (o Grousehall)                      | 122   | Moycashel                  | Kilcumreragh            | Athlone          |
| Coolatoor                                     | 733   | Moycashel                  | Kilcumreragh            | Athlone          |
| Coolcahan                                     | 107   | Farbill                    | Killucan                | Mullingar        |
| Coole                                         | Town  | Fore                       | Mayne                   | Granard          |
| Coole                                         | 896   | Fore                       | Mayne                   | Granard          |
| Cooleen                                       | 345   | Clonlonan                  | Ballyloughloe           | Athlone          |
| Cooleighter                                   | 195   | Delvin                     | Kilcumny                | Castletowndelvin |
| Coolfin                                       | 162   | Moycashel                  | Ardnurcher or Horseleap | Mullingar        |
| Coolnagun                                     | 974   | Moygoish                   | Street                  | Granard          |
| Coolnahay                                     | 280   | Moygoish                   | Templeoran              | Mullingar        |
| Coolure Demesne                               | 325   | Fore                       | Mayne                   | Granard          |
| Coolvin                                       | 226   | Kilkenny West              | Noughaval               | Ballymahon       |
| Coolvuck Lower                                | 274   | Clonlonan                  | Ballyloughloe           | Athlone          |
| Coolvuck Upper                                | 186   | Clonlonan                  | Ballyloughloe           | Athlone          |
| Coosan                                        | 257   | Brawny                     | St. Mary's              | Athlone          |
| Corbally                                      | 227   | Fartullagh                 | Lynn                    | Mullingar        |
| Corbally                                      | 417   | Fore                       | St. Feighins            | Castletowndelvin |
| Corbally                                      | 78    | Farbill                    | Killucan                | Mullingar        |
| Corbetstown                                   | 533   | Farbill                    | Killucan                | Mullingar        |
| Corbrack                                      | 97    | Kilkenny West              | Noughaval               | Ballymahon       |
| Corclooon                                     | 267   | Fartullagh                 | Pass of Kilbride        | Mullingar        |
| Corcullentry and Cloran                       | 906   | Delvin                     | Killua                  | Castletowndelvin |
| Corgarve                                      | 316   | Moycashel                  | Ardnurcher or Horseleap | Mullingar        |
| Corkan                                        | 352   | Rathconrath                | Rathconrath             | Mullingar        |
| Corlis                                        | 53    | Kilkenny West              | Noughaval               | Ballymahon       |
| Cormaclew                                     | 196   | Kilkenny West              | Drumraney               | Ballymahon       |
| Cornacausk                                    | 334   | Moygoish                   | Street                  | Granard          |
| Cornacreevy                                   | 289   | Fore                       | Foyran                  | Granard          |
| Cornaher                                      | 666   | Moycashel                  | Newtown                 | Mullingar        |
| Cornamaddy                                    | 128   | Brawny                     | St. Mary's              | Athlone          |
| Cornamagh                                     | 261   | Brawny                     | St. Mary's              | Athlone          |
| Corr                                          | 140   | Kilkenny West              | Kilkenny West           | Athlone          |
| Corr                                          | 236   | Kilkenny West              | Drumraney               | Ballymahon       |
| Corr                                          | 391   | Rathconrath                | Ballymorin              | Mullingar        |
| Corralanna                                    | 1.139 | Moygoish                   | Street                  | Granard          |
| Corralena                                     | 314   | Brawny                     | St. Mary's              | Athlone          |
| Correagh                                      | 122   | Clonlonan                  | Ballyloughloe           | Athlone          |
| Correagh                                      | 344   | Moycashel                  | Ardnurcher or Horseleap | Tullamore        |
| Correaly                                      | 615   | Moygoish                   | Street                  | Granard          |
| Correllstown                                  | 598   | Farbill                    | Killucan                | Mullingar        |
| Corry                                         | 362   | Moygoish                   | Rathaspick              | Mullingar        |
| Corrydonellan                                 | 358   | Moygoish                   | Russagh                 | Granard          |
| Coyne                                         | 215   | Rathconrath                | Churchtown              | Mullingar        |
| Craddanstown                                  | 2.231 | Farbill                    | Killucan                | Castletowndelvin |
| Creaghduff                                    | 318   | Brawny                     | St. Mary's              | Athlone          |
| Creaghduff South                              | 26    | Brawny                     | St. Mary's              | Athlone          |
| Creeve                                        | 442   | Moycashel                  | Ardnurcher or Horseleap | Mullingar        |
| Creeve                                        | 980   | Clonlonan                  | Ballyloughloe           | Athlone          |
| Creevebeg                                     | 60    | Clonlonan                  | Ballyloughloe           | Athlone          |
| Creevenmanagh                                 | 289   | Kilkenny West              | Kilkenny West           | Athlone          |
| Creggan                                       | 251   | Kilkenny West              | Noughaval               | Athlone          |
| Creggan Lower                                 | 161   | Brawny                     | St. Mary's              | Athlone          |
| Creggan Upper                                 | 247   | Brawny                     | St. Mary's              | Athlone          |
| Cregganmacar                                  | 104   | Clonlonan                  | Kilcleagh               | Athlone          |
| Creggstown                                    | 208   | Farbill                    | Killucan                | Mullingar        |
| Creggy                                        | 370   | Kilkenny West              | Noughaval               | Ballymahon       |
| Crissaun                                      | 159   | Rathconrath                | Churchtown              | Mullingar        |
| Cross                                         | 40    | Moygoish                   | Rathaspick              | Mullingar        |
| Crossanstown                                  | 329   | Farbill                    | Killucan                | Mullingar        |
| Crosserdree                                   | 258   | Moyashel and Magheradernon | Rathconnell             | Mullingar        |
| Crosswood                                     | 306   | Brawny                     | St. Mary's              | Athlone          |
| Croughal                                      | 666   | Rathconrath                | Churchtown              | Mullingar        |
| Crowinstown Great                             | 721   | Delvin                     | Castletowndelvin        | Castletowndelvin |
| Crowinstown Little                            | 180   | Delvin                     | Castletowndelvin        | Castletowndelvin |
| Crumlin (o Rockfield)                         | 297   | Moygoish                   | Rathaspick              | Mullingar        |
| Culleen Beg                                   | 809   | Moyashel and Magheradernon | Mullingar               | Mullingar        |
| Culleen More                                  | 835   | Moyashel and Magheradernon | Mullingar               | Mullingar        |
| Culleenabohoge                                | 287   | Corkaree                   | Leny                    | Mullingar        |
| Culleenagower                                 | 177   | Clonlonan                  | Kilmanaghan             | Athlone          |
| Culleendarragh                                | 210   | Corkaree                   | Leny                    | Mullingar        |
| Cullenhugh                                    | 389   | Corkaree                   | Leny                    | Mullingar        |
| Culvin                                        | 395   | Moygoish                   | Street                  | Granard          |
| Cummerstown                                   | 1.192 | Fore                       | St. Mary's              | Castletowndelvin |
| Cummingstown (o Westmeathmount)               | 451   | Fartullagh                 | Enniscoffey             | Mullingar        |
| Cumminstown                                   | 382   | Moycashel                  | Newtown                 | Mullingar        |
| Cumminstown                                   | 428   | Moygoish                   | Kilbixy                 | Mullingar        |
| Curragh (o Mechum)                            | 7     | Brawny                     | St. Mary's              | Athlone          |
| Curragh                                       | 451   | Moycashel                  | Kilcumreragh            | Athlone          |
| Curragh                                       | 63    | Brawny                     | St. Mary's              | Athlone          |
| Curraghbane                                   | 78    | Kilkenny West              | Drumraney               | Ballymahon       |
| Curraghbeg                                    | 41    | Clonlonan                  | Kilcleagh               | Athlone          |
| Curraghboy                                    | 264   | Rathconrath                | Piercetown              | Mullingar        |
| Curraghboy                                    | 88    | Fore                       | Rathgarve               | Castletowndelvin |
| Curraghbrack                                  | 123   | Moyashel and Magheradernon | Rathconnell             | Mullingar        |
| Curraghmore                                   | 399   | Moyashel and Magheradernon | Rathconnell             | Mullingar        |
| Curraghroodle                                 | 46    | Kilkenny West              | Drumraney               | Ballymahon       |
| Curries                                       | 204   | Clonlonan                  | Kilcleagh               | Athlone          |
| Curristeen                                    | 267   | Moygoish                   | Rathaspick              | Mullingar        |
| Curristown (o Bellmount)                      | 195   | Moyashel and Magheradernon | Mullingar               | Mullingar        |
| Curristown                                    | 191   | Farbill                    | Killucan                | Mullingar        |
| Curry                                         | 550   | Fore                       | Lickbla                 | Granard          |
| Cushinstown                                   | 376   | Farbill                    | Killucan                | Mullingar        |
| Custorum                                      | 39    | Moycashel                  | Kilcumreragh            | Athlone          |
| Dalystown                                     | 354   | Rathconrath                | Ballymorin              | Mullingar        |
| Dalystown                                     | 878   | Fartullagh                 | Clonfad                 | Mullingar        |
| Dardistown                                    | 406   | Delvin                     | Killagh                 | Castletowndelvin |
| Davidstown (o Guilford)                       | 179   | Fartullagh                 | Clonfad                 | Mullingar        |
| Davidstown                                    | 572   | Rathconrath                | Rathconrath             | Mullingar        |
| Deerpark                                      | 109   | Moygoish                   | Kilmacnevan             | Mullingar        |
| Deerpark                                      | 13    | Fore                       | Rathgarve               | Castletowndelvin |
| Deerpark                                      | 220   | Fore                       | St. Feighins            | Castletowndelvin |
| Deerpark                                      | 70    | Kilkenny West              | Kilkenny West           | Athlone          |
| Demesne (o Mearsparkfarm)                     | 238   | Moycashel                  | Kilbeggan               | Tullamore        |
| Derradd                                       | 288   | Moygoish                   | Street                  | Granard          |
| Derries                                       | 220   | Brawny                     | St. Mary's              | Athlone          |
| Derries and Ballymacahil                      | 428   | Delvin                     | Kilcumny                | Castletowndelvin |
| Derry                                         | 243   | Fartullagh                 | Castlelost              | Mullingar        |
| Derrya                                        | 592   | Fore                       | Mayne                   | Granard          |
| Derryboy                                      | 251   | Farbill                    | Killucan                | Mullingar        |
| Derrycrave                                    | 748   | Fore                       | Lickbla                 | Granard          |
| Derrydooan Lower                              | 447   | Moygoish                   | Rathaspick              | Granard          |
| Derrydooan Middle                             | 299   | Moygoish                   | Rathaspick              | Granard          |
| Derrydooan Upper                              | 155   | Moygoish                   | Rathaspick              | Granard          |
| Derrygolan                                    | 378   | Moycashel                  | Durrow                  | Tullamore        |
| Derryhall                                     | 225   | Moycashel                  | Kilcumreragh            | Athlone          |
| Derrymacegan (o Westmeathisland)              | 224   | Fore                       | Foyran                  | Granard          |
| Derrymore                                     | 886   | Farbill                    | Killucan                | Mullingar        |
| Derrynagarragh                                | 1.163 | Fore                       | Faughalstown            | Castletowndelvin |
| Derryroe and Benalbit (o Benalbit)            | 407   | Moycashel                  | Castletownkindalen      | Mullingar        |
| Dervotstown                                   | 285   | Delvin                     | Killua                  | Castletowndelvin |
| Donore                                        | 552   | Corkaree                   | Multyfarnham            | Mullingar        |
| Donore Demesne                                | 82    | Moycashel                  | Ardnurcher or Horseleap | Mullingar        |
| Doon                                          | 302   | Fore                       | Lickbla                 | Granard          |
| Doonamona                                     | 108   | Kilkenny West              | Noughaval               | Ballymahon       |
| Doonis                                        | 866   | Kilkenny West              | Noughaval               | Ballymahon       |
| Dooraheen                                     | 139   | Moycashel                  | Castletownkindalen      | Mullingar        |
| Down                                          | 181   | Corkaree                   | Tyfarnham               | Mullingar        |
| Downs                                         | 175   | Corkaree                   | Taghmon                 | Mullingar        |
| Drinmore                                      | 109   | Moyashel and Magheradernon | Rathconnell             | Mullingar        |
| Dromore                                       | 196   | Moycashel                  | Castletownkindalen      | Mullingar        |
| Drumcree                                      | Town  | Delvin                     | Kilcumny                | Castletowndelvin |
| Drumcree                                      | 314   | Delvin                     | Kilcumny                | Castletowndelvin |
| Drumloose                                     | 233   | Moyashel and Magheradernon | Mullingar               | Mullingar        |
| Drumman                                       | 2.606 | Fartullagh                 | Castlelost              | Mullingar        |
| Drumman                                       | 6     | Fartullagh                 | Pass of Kilbride        | Mullingar        |
| Drumman                                       | 87    | Fore                       | Rathgarve               | Castletowndelvin |
| Drumraney                                     | 631   | Kilkenny West              | Drumraney               | Ballymahon       |
| Dryderstown                                   | 234   | Delvin                     | Killulagh               | Castletowndelvin |
| Dunamon                                       | 180   | Moygoish                   | Street                  | Granard          |
| Dunboden Demesne                              | 148   | Fartullagh                 | Moylisker               | Mullingar        |
| Dundonnell                                    | 411   | Rathconrath                | Churchtown              | Mullingar        |
| Duneel                                        | 433   | Rathconrath                | Killare                 | Ballymahon       |
| Dunegan                                       | 197   | Clonlonan                  | Ballyloughloe           | Athlone          |
| Dungaghy                                      | 207   | Rathconrath                | Killare                 | Mullingar        |
| Dunganstown                                   | 205   | Delvin                     | Castletowndelvin        | Castletowndelvin |
| Dunganstown                                   | 81    | Delvin                     | Castletowndelvin        | Castletowndelvin |
| Dungolman                                     | 110   | Rathconrath                | Ballymore               | Ballymahon       |
| Dunlom East                                   | 137   | Clonlonan                  | Ballyloughloe           | Athlone          |
| Dunlom West                                   | 112   | Clonlonan                  | Ballyloughloe           | Athlone          |
| Dunnamona                                     | 450   | Kilkenny West              | Drumraney               | Ballymahon       |
| Dysart                                        | 167   | Delvin                     | Killulagh               | Castletowndelvin |
| Dysart                                        | 1.827 | Moyashel and Magheradernon | Dysart                  | Mullingar        |
| Earlsmeadow (o Lisclogher Little)             | 199   | Delvin                     | Castletowndelvin        | Castletowndelvin |
| Edmondstown                                   | 197   | Moyashel and Magheradernon | Rathconnell             | Mullingar        |
| Edmondstown                                   | 524   | Farbill                    | Killucan                | Mullingar        |
| Ellenstown                                    | 58    | Delvin                     | Castletowndelvin        | Castletowndelvin |
| Emper                                         | 1.625 | Moygoish                   | Kilmacnevan             | Mullingar        |
| Enniscoffey (o Caran)                         | 1.421 | Fartullagh                 | Enniscoffey             | Mullingar        |
| Fairfield                                     | 403   | Kilkenny West              | Drumraney               | Athlone          |
| Fardrum                                       | 178   | Clonlonan                  | Kilcleagh               | Athlone          |
| Farhtingstown                                 | 1.804 | Fartullagh                 | Castlelost              | Mullingar        |
| Farhtingstown                                 | 281   | Rathconrath                | Rathconrath             | Mullingar        |
| Farnagh                                       | 269   | Clonlonan                  | Kilcleagh               | Athlone          |
| Farrancallin                                  | 227   | Corkaree                   | Taghmon                 | Mullingar        |
| Farranfolliot                                 | 136   | Moyashel and Magheradernon | Mullingar               | Mullingar        |
| Farranistick                                  | 87    | Moyashel and Magheradernon | Mullingar               | Mullingar        |
| Farranmanny North                             | 20    | Clonlonan                  | Kilcleagh               | Athlone          |
| Farranmanny South                             | 18    | Clonlonan                  | Kilcleagh               | Athlone          |
| Farrannamoreen                                | 379   | Kilkenny West              | Kilkenny West           | Athlone          |
| Farranshock (o Rathgowan)                     | 85    | Moyashel and Magheradernon | Mullingar               | Mullingar        |
| Farrow                                        | 365   | Corkaree                   | Leny                    | Mullingar        |
| Fassagh                                       | 204   | Clonlonan                  | Ballyloughloe           | Athlone          |
| Faughalstown                                  | 995   | Fore                       | Faughalstown            | Castletowndelvin |
| Fearbranagh (o Multyfarnham)                  | 116   | Corkaree                   | Tyfarnham               | Mullingar        |
| Fearbranagh (o Multyfarnham)                  | 142   | Corkaree                   | Stonehall               | Mullingar        |
| Fearmore                                      | 137   | Clonlonan                  | Kilcleagh               | Athlone          |
| Fearmore                                      | 151   | Fartullagh                 | Kilbride                | Mullingar        |
| Fearmore                                      | 158   | Kilkenny West              | Drumraney               | Athlone          |
| Fearmore                                      | 311   | Moygoish                   | Street                  | Granard          |
| Fearmore                                      | 78    | Fore                       | Mayne                   | Granard          |
| Fearmore                                      | 83    | Kilkenny West              | Drumraney               | Athlone          |
| Fennor                                        | 683   | Moyashel and Magheradernon | Rathconnell             | Mullingar        |
| Finnea                                        | Town  | Fore                       | Foyran                  | Granard          |
| Finnea                                        | 495   | Fore                       | Foyran                  | Granard          |
| Fiveacres                                     | 70    | Rathconrath                | Piercetown              | Ballymahon       |
| Fore                                          | 135   | Fore                       | St. Feighins            | Castletowndelvin |
| Fortyacres                                    | 45    | Kilkenny West              | Kilkenny West           | Athlone          |
| Foxburrow                                     | 63    | Corkaree                   | Taghmon                 | Mullingar        |
| Foyran                                        | 272   | Fore                       | Foyran                  | Granard          |
| Freaghmore                                    | 371   | Fore                       | Rathgarve               | Castletowndelvin |
| Frevanagh                                     | 309   | Moycashel                  | Durrow                  | Tullamore        |
| Friars Island                                 | 112   | Brawny                     | St. Mary's              | Athlone          |
| Friarstown                                    | 459   | Fartullagh                 | Clonfad                 | Mullingar        |
| Froghanstown                                  | 100   | Corkaree                   | Multyfarnham            | Mullingar        |
| Froghanstown                                  | 162   | Fore                       | Faughalstown            | Castletowndelvin |
| Fulmort                                       | 365   | Corkaree                   | Lackan                  | Mullingar        |
| Gaddaghanstown                                | 176   | Fartullagh                 | Clonfad                 | Mullingar        |
| Gaddaghanstown                                | 91    | Fartullagh                 | Carrick                 | Mullingar        |
| Gaddrystown                                   | 290   | Moygoish                   | Templeoran              | Mullingar        |
| Gainestown                                    | 171   | Fartullagh                 | Lynn                    | Mullingar        |
| Gallowstown (o Ballynacroghy)                 | 358   | Moygoish                   | Kilbixy                 | Mullingar        |
| Gallstown                                     | 243   | Fartullagh                 | Castlelost              | Mullingar        |
| Gallstown                                     | 643   | Fartullagh                 | Pass of Kilbride        | Mullingar        |
| Galmoylestown Upper                           | 254   | Corkaree                   | Stonehall               | Mullingar        |
| Galmoylestown Upper                           | 387   | Corkaree                   | Stonehall               | Mullingar        |
| Garhy                                         | 655   | Moycashel                  | Castletownkindalen      | Mullingar        |
| Garnagh Island                                | 6     | Kilkenny West              | Bunown                  | Athlone          |
| Garrane                                       | 120   | Fartullagh                 | Castlelost              | Mullingar        |
| Garrankesh                                    | 37    | Brawny                     | St. Marys               | Athlone          |
| Garraree                                      | 79    | Corkaree                   | Tyfarnham               | Mullingar        |
| Garriskil                                     | 431   | Moygoish                   | Street                  | Granard          |
| Garrycastle                                   | 252   | Brawny                     | St. Mary's              | Athlone          |
| Garryduff                                     | 290   | Moycashel                  | Newtown                 | Mullingar        |
| Garryduff                                     | 338   | Moycashel                  | Rahugh                  | Mullingar        |
| Garrynafela                                   | 145   | Brawny                     | St. Mary's              | Athlone          |
| Garrysallagh                                  | 238   | Corkaree                   | Stonehall               | Mullingar        |
| Gartlandstown                                 | 1.005 | Fore                       | Faughalstown            | Castletowndelvin |
| Gawny                                         | 31    | Moycashel                  | Ardnurcher or Horseleap | Mullingar        |
| Gaybrook Demesne                              | 845   | Fartullagh                 | Enniscoffey             | Mullingar        |
| Gibbonstown                                   | 448   | Fartullagh                 | Kilbride                | Mullingar        |
| Gibstown                                      | 93    | Rathconrath                | Killare                 | Mullingar        |
| Gigginstown                                   | 568   | Delvin                     | Killulagh               | Castletowndelvin |
| Gilbertstown                                  | 186   | Fore                       | Lickbla                 | Castletowndelvin |
| Gillardstown                                  | 933   | Fore                       | St. Feighins            | Castletowndelvin |
| Glackstown                                    | 658   | Delvin                     | Killulagh               | Castletowndelvin |
| Glascarn                                      | 863   | Moyashel and Magheradernon | Mullingar               | Mullingar        |
| Glassan                                       | Town  | Kilkenny West              | Kilkenny West           | Athlone          |
| Glassan                                       | 149   | Kilkenny West              | Bunown                  | Athlone          |
| Glassan                                       | 47    | Kilkenny West              | Kilkenny West           | Athlone          |
| Glebe                                         | 18    | Rathconrath                | Piercetown              | Ballymahon       |
| Glebe                                         | 30    | Kilkenny West              | Bunown                  | Athlone          |
| Glebe                                         | 35    | Corkaree                   | Leny                    | Mullingar        |
| Glebe                                         | 55    | Clonlonan                  | Ballyloughloe           | Athlone          |
| Glebe                                         | 65    | Corkaree                   | Taghmon                 | Mullingar        |
| Glebe                                         | 68    | Farbill                    | Killucan                | Mullingar        |
| Glebe                                         | 69    | Rathconrath                | Ballymore               | Ballymahon       |
| Glebe East                                    | 36    | Clonlonan                  | Kilcleagh               | Athlone          |
| Glebe West                                    | 59    | Clonlonan                  | Kilcleagh               | Athlone          |
| Glen                                          | 61    | Fore                       | Rathgarve               | Castletowndelvin |
| Glen                                          | 706   | Clonlonan                  | Ballyloughloe           | Athlone          |
| Glendevine                                    | 152   | Fartullagh                 | Lynn                    | Mullingar        |
| Glengorm                                      | 169   | Moycashel                  | Castletownkindalen      | Mullingar        |
| Glenidan                                      | 1.139 | Fore                       | St. Mary's              | Castletowndelvin |
| Glomerstown                                   | 198   | Rathconrath                | Churchtown              | Mullingar        |
| Gneevebane                                    | 327   | Fartullagh                 | Castlelost              | Mullingar        |
| Gneevebeg                                     | 301   | Moycashel                  | Castletownkindalen      | Mullingar        |
| Gneevebrack                                   | 111   | Moycashel                  | Castletownkindalen      | Mullingar        |
| Gneevekeel                                    | 72    | Moycashel                  | Ardnurcher or Horseleap | Mullingar        |
| Gneevestown                                   | 74    | Rathconrath                | Conry                   | Mullingar        |
| Goldenisland (Kilmaine)                       | 72    | Brawny                     | St. Mary's              | Athlone          |
| Goldenisland (o St. George)                   | 21    | Brawny                     | St. Mary's              | Athlone          |
| Goldenisland                                  | 157   | Brawny                     | St. Mary's              | Athlone          |
| Gormanstown                                   | 95    | Delvin                     | Kilcumny                | Castletowndelvin |
| Gortanear                                     | 234   | Moygoish                   | Street                  | Granard          |
| Gorteen                                       | 585   | Fartullagh                 | Lynn                    | Mullingar        |
| Gorteen                                       | 76    | Clonlonan                  | Kilcleagh               | Athlone          |
| Gortmore                                      | 487   | Kilkenny West              | Noughaval               | Ballymahon       |
| Gortumly                                      | 618   | Fartullagh                 | Castlelost              | Mullingar        |
| Graffanstown                                  | 223   | Delvin                     | Killagh                 | Castletowndelvin |
| Grange                                        | 191   | Moycashel                  | Kilcumreragh            | Athlone          |
| Grange                                        | 208   | Corkaree                   | Lackan                  | Mullingar        |
| Grange                                        | 330   | Moygoish                   | Kilbixy                 | Mullingar        |
| Grange and Kiltober                           | 296   | Moycashel                  | Kilbeggan               | Tullamore        |
| Grange Beg                                    | 667   | Farbill                    | Killucan                | Castletowndelvin |
| Grange More                                   | 2.154 | Farbill                    | Killucan                | Castletowndelvin |
| Grange North                                  | 99    | Moyashel and Magheradernon | Mullingar               | Mullingar        |
| Grange South                                  | 177   | Moyashel and Magheradernon | Mullingar               | Mullingar        |
| Grangegeeth                                   | 150   | Corkaree                   | Portloman               | Mullingar        |
| Grangegibbon                                  | 141   | Moycashel                  | Kilbeggan               | Tullamore        |
| Grangestown                                   | 113   | Delvin                     | Castletowndelvin        | Castletowndelvin |
| Grangestown                                   | 142   | Fore                       | Faughalstown            | Castletowndelvin |
| Grangestown                                   | 68    | Delvin                     | Kilcumny                | Castletowndelvin |
| Greatdown                                     | 633   | Farbill                    | Killucan                | Mullingar        |
| Greenan                                       | 318   | Moycashel                  | Kilbeggan               | Tullamore        |
| Greenan                                       | 4     | Delvin                     | Killucan                | Castletowndelvin |
| Grehanstown                                   | 282   | Farbill                    | Killucan                | Mullingar        |
| Griffinstown                                  | 1.676 | Farbill                    | Killucan                | Mullingar        |
| Grouselodge (o Coolatoor)                     | 122   | Moycashel                  | Kilcumreragh            | Athlone          |
| Guigginstown                                  | 235   | Moycashel                  | Kilbeggan               | Tullamore        |
| Guilford (o Davidstown)                       | 179   | Fartullagh                 | Clonfad                 | Mullingar        |
| Habsborough                                   | 216   | Moyashel and Magheradernon | Mullingar               | Mullingar        |
| Hall                                          | 1.113 | Clonlonan                  | Kilcleagh               | Athlone          |
| Hallsfarm                                     | 189   | Moycashel                  | Kilbeggan               | Tullamore        |
| Hammondstown and Tonaghmore                   | 546   | Fore                       | St. Feighins            | Castletowndelvin |
| Hanstown                                      | 361   | Moyashel and Magheradernon | Mullingar               | Mullingar        |
| Hareisland                                    | 110   | Kilkenny West              | Bunown                  | Athlone          |
| Harrystown                                    | 168   | Rathconrath                | Ballymore               | Ballymahon       |
| Heathland                                     | 257   | Corkaree                   | Lackan                  | Mullingar        |
| Heathstown                                    | 508   | Delvin                     | Killua                  | Castletowndelvin |
| Heathstown                                    | 864   | Farbill                    | Killucan                | Mullingar        |
| Henfield                                      | 43    | Moygoish                   | Rathaspick              | Mullingar        |
| Higginstown                                   | 247   | Fartullagh                 | Carrick                 | Mullingar        |
| Higginstown                                   | 309   | Farbill                    | Killucan                | Mullingar        |
| Higginstown                                   | 693   | Moycashel                  | Newtown                 | Mullingar        |
| Hightown (o Balloughter)                      | 1.283 | Farbill                    | Killucan                | Mullingar        |
| Hillquarter                                   | 392   | Brawny                     | St. Mary's              | Athlone          |
| Hilltown                                      | 682   | Fore                       | St. Feighins            | Castletowndelvin |
| Hiskinstown                                   | 305   | Delvin                     | Killulagh               | Castletowndelvin |
| Hodgestown                                    | 272   | Farbill                    | Killucan                | Mullingar        |
| Hopestown                                     | 330   | Moyashel and Magheradernon | Mullingar               | Mullingar        |
| Hospitalbank                                  | 67    | Moygoish                   | Street                  | Granard          |
| Huntingdon                                    | 135   | Farbill                    | Killucan                | Mullingar        |
| Hydepark                                      | 701   | Farbill                    | Killucan                | Mullingar        |
| Inchbofin                                     | 65    | Kilkenny West              | Noughaval               | Athlone          |
| Inchmore (Tiernan)                            | 65    | Kilkenny West              | Bunown                  | Athlone          |
| Inchmore                                      | 132   | Kilkenny West              | Bunown                  | Athlone          |
| Inchturk                                      | 50    | Kilkenny West              | Noughaval               | Athlone          |
| Irishtown                                     | 767   | Rathconrath                | Rathconrath             | Mullingar        |
| Irishtown                                     | 785   | Moyashel and Magheradernon | Mullingar               | Mullingar        |
| Jamestown                                     | 189   | Rathconrath                | Churchtown              | Mullingar        |
| Jamestown                                     | 610   | Rathconrath                | Conry                   | Mullingar        |
| Jeffrystown                                   | 327   | Moyashel and Magheradernon | Rathconnell             | Mullingar        |
| Joanstown                                     | 1.386 | Moygoish                   | Rathaspick              | Mullingar        |
| Johnstown (Nugent) (o Monroe)                 | 113   | Moygoish                   | Templeoran              | Mullingar        |
| Johnstown                                     | 426   | Delvin                     | Kilcumny                | Castletowndelvin |
| Johnstown                                     | 458   | Delvin                     | Killulagh               | Castletowndelvin |
| Johnstown                                     | 936   | Moygoish                   | Templeoran              | Mullingar        |
| Jordanstown                                   | 95    | Rathconrath                | Rathconrath             | Ballymahon       |
| Joristown Lower                               | 289   | Farbill                    | Killucan                | Mullingar        |
| Joristown Upper                               | 267   | Farbill                    | Killucan                | Mullingar        |
| Keelbeg                                       | 118   | Moycashel                  | Castletownkindalen      | Mullingar        |
| Keeloge                                       | 142   | Moycashel                  | Durrow                  | Tullamore        |
| Keenoge                                       | 89    | Rathconrath                | Killare                 | Ballymahon       |
| Kellybrook                                    | 111   | Rathconrath                | Conry                   | Mullingar        |
| Keoltown                                      | 494   | Moyashel and Magheradernon | Mullingar               | Mullingar        |
| Kerinstown & Balrowan (Rowley)                | 747   | Farbill                    | Killucan                | Mullingar        |
| Kilbalraherd                                  | 231   | Moycashel                  | Castletownkindalen      | Mullingar        |
| Kilbeg                                        | 603   | Moycashel                  | Ardnurcher or Horseleap | Tullamore        |
| Kilbeggan                                     | Town  | Moycashel                  | Kilbeggan               | Tullamore        |
| Kilbeggan                                     | 306   | Moycashel                  | Kilbeggan               | Tullamore        |
| Kilbeggan North                               | 84    | Moycashel                  | Kilbeggan               | Tullamore        |
| Kilbeggan South                               | 196   | Moycashel                  | Kilbeggan               | Tullamore        |
| Kilbillaghan                                  | 246   | Clonlonan                  | Kilcleagh               | Athlone          |
| Kilbixy                                       | 67    | Moygoish                   | Kilbixy                 | Mullingar        |
| Kilbrennan                                    | 620   | Fartullagh                 | Castlelost              | Mullingar        |
| Kilbride                                      | 470   | Fartullagh                 | Kilbride                | Mullingar        |
| Kilcatherina                                  | 229   | Clonlonan                  | Kilcumreragh            | Athlone          |
| Kilcleagh                                     | 385   | Clonlonan                  | Kilcleagh               | Athlone          |
| Kilcloghan                                    | 191   | Moycashel                  | Newtown                 | Mullingar        |
| Kilcornan                                     | 21    | Kilkenny West              | Drumraney               | Ballymahon       |
| Kilcornan                                     | 404   | Kilkenny West              | Noughaval               | Ballymahon       |
| Kilcumny                                      | 271   | Delvin                     | Kilcumny                | Castletowndelvin |
| Kilcumreragh                                  | 478   | Moycashel                  | Kilcumreragh            | Athlone          |
| Kildallan                                     | 248   | Moygoish                   | Templeoran              | Mullingar        |
| Kildallan North                               | 257   | Moygoish                   | Templeoran              | Mullingar        |
| Kilfaughny                                    | 145   | Kilkenny West              | Kilkenny West           | Athlone          |
| Kilgar                                        | 475   | Delvin                     | Castletowndelvin        | Castletowndelvin |
| Kilgaroan                                     | 345   | Moycashel                  | Ardnurcher or Horseleap | Tullamore        |
| Kilgarvan                                     | 228   | Clonlonan                  | Kilcleagh               | Athlone          |
| Kilgarvan Glebe                               | 1.363 | Clonlonan                  | Kilcleagh               | Athlone          |
| Kilgawny                                      | 533   | Rathconrath                | Piercetown              | Mullingar        |
| Kilhugh                                       | 404   | Moycashel                  | Castletownkindalen      | Mullingar        |
| Kilkenny Abbey                                | 279   | Kilkenny West              | Kilkenny West           | Athlone          |
| Kilkenny Lanesborough                         | 122   | Kilkenny West              | Kilkenny West           | Athlone          |
| Kilkenny West                                 | 485   | Kilkenny West              | Kilkenny West           | Athlone          |
| Kill                                          | 175   | Clonlonan                  | Kilcleagh               | Athlone          |
| Kill                                          | 222   | Moygoish                   | Kilbixy                 | Mullingar        |
| Killachonna (Castlemaine)                     | 77    | Clonlonan                  | Ballyloughloe           | Athlone          |
| Killachonna (Clibborn)                        | 142   | Clonlonan                  | Ballyloughloe           | Athlone          |
| Killachonna (Potts)                           | 10    | Clonlonan                  | Ballyloughloe           | Athlone          |
| Killadoughran                                 | 420   | Delvin                     | Castletowndelvin        | Castletowndelvin |
| Killagh                                       | 851   | Delvin                     | Killagh                 | Castletowndelvin |
| Killahugh                                     | 279   | Rathconrath                | Rathconrath             | Mullingar        |
| Killalea                                      | 20    | Moycashel                  | Castletownkindalen      | Mullingar        |
| Killard                                       | 263   | Moycashel                  | Ardnurcher or Horseleap | Mullingar        |
| Killarecastle                                 | 508   | Rathconrath                | Killare                 | Mullingar        |
| Killarechurch                                 | 258   | Rathconrath                | Killare                 | Mullingar        |
| Killaroo                                      | 195   | Rathconrath                | Killare                 | Mullingar        |
| Killavally                                    | Town  | Moycashel                  | Newtown                 | Mullingar        |
| Killavally                                    | 817   | Moycashel                  | Newtown                 | Mullingar        |
| Killeagh                                      | 120   | Moycashel                  | Ardnurcher or Horseleap | Mullingar        |
| Killeen                                       | 170   | Moycashel                  | Castletownkindalen      | Mullingar        |
| Killeenagh                                    | 92    | Rathconrath                | Killare                 | Mullingar        |
| Killeenagroagh                                | 43    | Rathconrath                | Killare                 | Mullingar        |
| Killeenatoor                                  | 193   | Clonlonan                  | Ballyloughloe           | Athlone          |
| Killeenbane (o Tullagh Upper)                 | 55    | Rathconrath                | Killare                 | Mullingar        |
| Killeenboy                                    | 271   | Rathconrath                | Killare                 | Ballymahon       |
| Killeenboylegan                               | 180   | Clonlonan                  | Kilmanaghan             | Athlone          |
| Killeenbrack                                  | 746   | Rathconrath                | Killare                 | Mullingar        |
| Killeenerk                                    | 255   | Rathconrath                | Ballymorin              | Mullingar        |
| Killeenmore                                   | 419   | Kilkenny West              | Bunown                  | Athlone          |
| Killeennanam                                  | 117   | Kilkenny West              | Drumraney               | Ballymahon       |
| Killeenycallaghan                             | 109   | Moycashel                  | Ardnurcher or Horseleap | Mullingar        |
| Killinagh                                     | 728   | Moygoish                   | Rathaspick              | Mullingar        |
| Killininneen                                  | 275   | Kilkenny West              | Drumraney               | Ballymahon       |
| Killinlahan                                   | 375   | Moycashel                  | Castletownkindalen      | Mullingar        |
| Killinroan                                    | 142   | Clonlonan                  | Ballyloughloe           | Athlone          |
| Killintown                                    | 232   | Corkaree                   | Stonehall               | Mullingar        |
| Killinure North                               | 753   | Kilkenny West              | Bunown                  | Athlone          |
| Killinure South                               | 115   | Kilkenny West              | Bunown                  | Athlone          |
| Killogeenaghan                                | 566   | Clonlonan                  | Kilcleagh               | Athlone          |
| Killomenaghan                                 | 62    | Clonlonan                  | Kilcleagh               | Athlone          |
| Killua                                        | 935   | Delvin                     | Killua                  | Castletowndelvin |
| Killucan                                      | Town  | Farbill                    | Killucan                | Mullingar        |
| Killucan                                      | 356   | Farbill                    | Killucan                | Mullingar        |
| Killulagh                                     | 131   | Delvin                     | Killulagh               | Castletowndelvin |
| Killynan (Cooke)                              | 1.090 | Moyashel and Magheradernon | Rathconnell             | Mullingar        |
| Killynan (Pratt)                              | 1.181 | Moyashel and Magheradernon | Rathconnell             | Mullingar        |
| Kilmacahill (o Caraun)                        | 408   | Moygoish                   | Rathaspick              | Mullingar        |
| Kilmacnevan                                   | 240   | Moygoish                   | Kilmacnevan             | Mullingar        |
| Kilmacuagh (Castlemaine)                      | 39    | Brawny                     | St. Mary's              | Athlone          |
| Kilmacuagh (Cooke)                            | 50    | Brawny                     | St. Mary's              | Athlone          |
| Kilmacuagh (Mechum)                           | 56    | Brawny                     | St. Mary's              | Athlone          |
| Kilmaglish                                    | 517   | Corkaree                   | Tyfarnham               | Mullingar        |
| Kilmore                                       | 630   | Moygoish                   | Street                  | Granard          |
| Kilnafaddoge                                  | 26    | Brawny                     | St. Mary's              | Athlone          |
| Kilnagallagh                                  | 40    | Moycashel                  | Ardnurcher or Horseleap | Mullingar        |
| Kilnahinch                                    | 300   | Clonlonan                  | Kilmanaghan             | Athlone          |
| Kilnalug                                      | 107   | Moycashel                  | Ardnurcher or Horseleap | Mullingar        |
| Kilpatrick                                    | 132   | Moycashel                  | Ardnurcher or Horseleap | Mullingar        |
| Kilpatrick                                    | 297   | Rathconrath                | Rathconrath             | Mullingar        |
| Kilpatrick                                    | 472   | Corkaree                   | Leny                    | Mullingar        |
| Kilpatrick                                    | 772   | Moyashel and Magheradernon | Mullingar               | Mullingar        |
| Kilpatrick                                    | 843   | Fore                       | Kilpatrick              | Castletowndelvin |
| Kilphierish                                   | 269   | Rathconrath                | Piercetown              | Ballymahon       |
| Kilrush Lower                                 | 478   | Delvin                     | Killua                  | Castletowndelvin |
| Kilrush Upper                                 | 444   | Delvin                     | Killua                  | Castletowndelvin |
| Kilshallow                                    | 122   | Moygoish                   | Street                  | Granard          |
| Kiltareher                                    | 172   | Moygoish                   | Street                  | Granard          |
| Kiltober                                      | 380   | Moycashel                  | Rahugh                  | Tullamore        |
| Kiltober                                      | 58    | Kilkenny West              | Drumraney               | Ballymahon       |
| Kiltober and Grange                           | 296   | Moycashel                  | Kilbeggan               | Tullamore        |
| Kiltoom                                       | 536   | Fore                       | Faughalstown            | Granard          |
| Kiltotan and Collinstown                      | 328   | Fartullagh                 | Castlelost              | Mullingar        |
| Kilwalter                                     | 84    | Delvin                     | Kilcumny                | Castletowndelvin |
| Kinghtswood                                   | 465   | Corkaree                   | Leny                    | Mullingar        |
| Kinnegad                                      | Town  | Farbill                    | Killucan                | Mullingar        |
| Kinnegad                                      | 1.358 | Farbill                    | Killucan                | Mullingar        |
| Kinturk Demesne                               | 818   | Fore                       | Rathgarve               | Castletowndelvin |
| Kippin                                        | 103   | Kilkenny West              | Noughaval               | Ballymahon       |
| Kippinduff                                    | 273   | Moycashel                  | Castletownkindalen      | Mullingar        |
| Kippinstown                                   | 60    | Brawny                     | St. Mary's              | Athlone          |
| Knock Killua                                  | 306   | Delvin                     | Killua                  | Castletowndelvin |
| Knockacurra                                   | 140   | Moycashel                  | Castletownkindalen      | Mullingar        |
| Knockanea                                     | 210   | Clonlonan                  | Kilcleagh               | Athlone          |
| Knockatee                                     | 289   | Corkaree                   | Taghmon                 | Mullingar        |
| Knockatee                                     | 7     | Corkaree                   | Tyfarnham               | Mullingar        |
| Knockaville                                   | 809   | Farbill                    | Killucan                | Mullingar        |
| Knockbody                                     | 336   | Corkaree                   | Stonehall               | Mullingar        |
| Knockdomny                                    | 687   | Clonlonan                  | Ballyloughloe           | Athlone          |
| Knockdrin                                     | 58    | Corkaree                   | Tyfarnham               | Mullingar        |
| Knockdrin                                     | 71    | Corkaree                   | Taghmon                 | Mullingar        |
| Knockdrin                                     | 920   | Moyashel and Magheradernon | Rathconnell             | Mullingar        |
| Knockdrin Demesne                             | 68    | Moyashel and Magheradernon | Mullingar               | Mullingar        |
| Knockmant                                     | 602   | Farbill                    | Killucan                | Mullingar        |
| Knockmore                                     | 403   | Moycashel                  | Newtown                 | Mullingar        |
| Knockmorris                                   | 38    | Corkaree                   | Lackan                  | Mullingar        |
| Knockroe                                      | 36    | Fore                       | Rathgarve               | Granard          |
| Knocksimon                                    | 132   | Farbill                    | Killucan                | Mullingar        |
| Knockycosker                                  | 440   | Moycashel                  | Newtown                 | Mullingar        |
| Labaun                                        | 288   | Clonlonan                  | Ballyloughloe           | Athlone          |
| Lackan                                        | 163   | Kilkenny West              | Kilkenny West           | Athlone          |
| Lackan                                        | 768   | Corkaree                   | Lackan                  | Mullingar        |
| Lackanwood                                    | 306   | Corkaree                   | Lackan                  | Mullingar        |
| Ladestown                                     | 401   | Moyashel and Magheradernon | Mullingar               | Mullingar        |
| Ladestown                                     | 401   | Moyashel and Magheradernon | Mullingar               | Mullingar        |
| Lakill and Moortown                           | 837   | Fore                       | St. Feighins            | Castletowndelvin |
| Lakingstown                                   | 268   | Moygoish                   | Kilmacnevan             | Mullingar        |
| Lalistown                                     | 349   | Rathconrath                | Conry                   | Mullingar        |
| Laragh                                        | 147   | Moygoish                   | Kilmacnevan             | Mullingar        |
| Laragh                                        | 627   | Moycashel                  | Kilcumreragh            | Athlone          |
| Larkinstown                                   | 220   | Corkaree                   | Stonehall               | Mullingar        |
| Lecade                                        | 95    | Kilkenny West              | Noughaval               | Ballymahon       |
| Legan                                         | 121   | Clonlonan                  | Kilmanaghan             | Athlone          |
| Legan                                         | 87    | Clonlonan                  | Ballyloughloe           | Athlone          |
| Lemongrove (o Rathcam)                        | 263   | Fartullagh                 | Enniscoffey             | Mullingar        |
| Lenamore                                      | 49    | Rathconrath                | Ballymorin              | Mullingar        |
| Leny                                          | 163   | Corkaree                   | Leny                    | Mullingar        |
| Leny                                          | 294   | Corkaree                   | Lackan                  | Mullingar        |
| Lickbla                                       | 397   | Fore                       | Lickbla                 | Granard          |
| Lickny                                        | 52    | Fore                       | Mayne                   | Granard          |
| Lilliput (o Nure)                             | 244   | Moycashel                  | Dysart                  | Mullingar        |
| Lisclogher Great                              | 1.565 | Delvin                     | Castletowndelvin        | Castletowndelvin |
| Lisclogher Little (o Earlsmeadow)             | 199   | Delvin                     | Castletowndelvin        | Castletowndelvin |
| Lisdachon                                     | 282   | Kilkenny West              | Kilkenny West           | Athlone          |
| Lisdossan                                     | 455   | Kilkenny West              | Noughaval               | Ballymahon       |
| Lisduff                                       | 142   | Moygoish                   | Street                  | Granard          |
| Lismacaffry                                   | 110   | Moygoish                   | Street                  | Granard          |
| Lismalady                                     | 174   | Corkaree                   | Multyfarnham            | Mullingar        |
| Lismoyny                                      | 214   | Moycashel                  | Ardnurcher or Horseleap | Tullamore        |
| Lisnabin                                      | 276   | Farbill                    | Killucan                | Mullingar        |
| Lisnacask                                     | 167   | Rathconrath                | Rathconrath             | Mullingar        |
| Lisnagappagh                                  | 71    | Moygoish                   | Street                  | Granard          |
| Lisnagree                                     | 403   | Moycashel                  | Kilcumreragh            | Athlone          |
| Lisnascreen                                   | 143   | Kilkenny West              | Kilkenny West           | Athlone          |
| Lisnugent                                     | 62    | Fore                       | Foyran                  | Granard          |
| Lispopple                                     | 238   | Fore                       | Mayne                   | Granard          |
| Lissakillen North                             | 131   | Kilkenny West              | Bunown                  | Athlone          |
| Lissakillen South                             | 180   | Kilkenny West              | Bunown                  | Athlone          |
| Lissakilly                                    | 191   | Moycashel                  | Castletownkindalen      | Mullingar        |
| Lissanode                                     | 592   | Kilkenny West              | Drumraney               | Athlone          |
| Lissaquill                                    | 114   | Kilkenny West              | Noughaval               | Ballymahon       |
| Lissatunny                                    | 142   | Kilkenny West              | Kilkenny West           | Athlone          |
| Lissavra Big                                  | 177   | Moycashel                  | Ardnurcher or Horseleap | Mullingar        |
| Lissavra Big                                  | 52    | Moycashel                  | Ardnurcher or Horseleap | Mullingar        |
| Lissoy                                        | 254   | Kilkenny West              | Kilkenny West           | Athlone          |
| Lissoy                                        | 45    | Kilkenny West              | Noughaval               | Athlone          |
| Lissywollen                                   | 196   | Brawny                     | St. Marys               | Athlone          |
| Littletown                                    | 256   | Kilkenny West              | Kilkenny West           | Ballymahon       |
| Littlewood                                    | 203   | Fore                       | Lickbla                 | Granard          |
| Lockardstown                                  | 204   | Rathconrath                | Conry                   | Mullingar        |
| Loughagar Beg                                 | 108   | Moyashel and Magheradernon | Rathconnell             | Mullingar        |
| Loughagar More                                | 906   | Moyashel and Magheradernon | Rathconnell             | Mullingar        |
| Loughan                                       | 347   | Rathconrath                | Rathconrath             | Mullingar        |
| Loughanagore                                  | 313   | Moycashel                  | Kilbeggan               | Tullamore        |
| Loughanalla                                   | 129   | Fore                       | Rathgarve               | Castletowndelvin |
| Loughanaskin                                  | 31    | Brawny                     | St. Mary's              | Athlone          |
| Loughanavagh (o Newpark)                      | 172   | Fore                       | St. Feighins            | Castletowndelvin |
| Loughandonning                                | 183   | Brawny                     | St. Mary's              | Athlone          |
| Loughanlewnaght                               | 144   | Moycashel                  | Newtown                 | Mullingar        |
| Loughanstown                                  | 134   | Fore                       | Rathgarve               | Granard          |
| Loughanstown                                  | 155   | Moygoish                   | Russagh                 | Granard          |
| Loughanstown                                  | 275   | Delvin                     | Castletowndelvin        | Castletowndelvin |
| Loughanstown                                  | 357   | Corkaree                   | Portnashangan           | Mullingar        |
| Loughanstown Lower (o Slievelahan)            | 145   | Moygoish                   | Russagh                 | Granard          |
| Loughpark                                     | 171   | Fore                       | St. Feighins            | Castletowndelvin |
| Loughstown                                    | 89    | Delvin                     | Kilcumny                | Castletowndelvin |
| Lowertown                                     | 300   | Moycashel                  | Rahugh                  | Tullamore        |
| Lowerwood                                     | 233   | Clonlonan                  | Kilcleagh               | Athlone          |
| Lowpark (o Ballyboy)                          | 262   | Kilkenny West              | Kilkenny West           | Athlone          |
| Lowtown (o Balleighter)                       | 395   | Farbill                    | Killucan                | Mullingar        |
| Lugacaha                                      | 175   | Rathconrath                | Ballymore               | Ballymahon       |
| Luggygalla                                    | 82    | Rathconrath                | Rathconrath             | Mullingar        |
| Lugnagullagh                                  | 70    | Corkaree                   | Tyfarnham               | Mullingar        |
| Lunestown                                     | 177   | Farbill                    | Killucan                | Castletowndelvin |
| Lurgan                                        | 108   | Rathconrath                | Killare                 | Mullingar        |
| Lurgan                                        | 57    | Kilkenny West              | Kilkenny West           | Athlone          |
| Lurrig                                        | 108   | Moycashel                  | Castletownkindalen      | Mullingar        |
| Lynn                                          | 1.204 | Fartullagh                 | Lynn                    | Mullingar        |
| Mabestown                                     | 316   | Delvin                     | Castletowndelvin        | Castletowndelvin |
| Mabrista                                      | 125   | Moycashel                  | Castletownkindalen      | Mullingar        |
| Mace                                          | 201   | Moygoish                   | Rathaspick              | Mullingar        |
| Macetown                                      | 985   | Moyashel and Magheradernon | Rathconnell             | Mullingar        |
| Mackanranny                                   | 131   | Clonlonan                  | Ballyloughloe           | Athlone          |
| Maddadoo                                      | 160   | Rathconrath                | Killare                 | Ballymahon       |
| Maghera                                       | 403   | Kilkenny West              | Noughaval               | Ballymahon       |
| Magheracuirknagh                              | 3     | Kilkenny West              | Kilkenny West           | Athlone          |
| Magheramore                                   | 269   | Clonlonan                  | Ballyloughloe           | Athlone          |
| Magheramurry                                  | 135   | Clonlonan                  | Kilmanaghan             | Athlone          |
| Magheranerla                                  | 12    | Brawny                     | St. Mary's              | Athlone          |
| Mahonstown                                    | 507   | Fartullagh                 | Enniscoffey             | Mullingar        |
| Malthousepark                                 | 8     | Rathconrath                | Piercetown              | Ballymahon       |
| Marlinstown                                   | 673   | Moyashel and Magheradernon | Mullingar               | Mullingar        |
| Marlinstown Bog                               | 117   | Moyashel and Magheradernon | Mullingar               | Mullingar        |
| Martinstown                                   | 33    | Fore                       | Lickbla                 | Castletowndelvin |
| Martinstown                                   | 376   | Delvin                     | Castletowndelvin        | Castletowndelvin |
| Martinstown                                   | 532   | Corkaree                   | Stonehall               | Mullingar        |
| Martinstown                                   | 592   | Fore                       | St. Mary's              | Castletowndelvin |
| Mayne                                         | 540   | Fore                       | Mayne                   | Granard          |
| Meadowpark                                    | 63    | Moycashel                  | Kilbeggan               | Tullamore        |
| Meedian                                       | 460   | Fartullagh                 | Clonfad                 | Mullingar        |
| Meehan                                        | 267   | Brawny                     | St. Mary's              | Athlone          |
| Meeldrum                                      | 131   | Moycashel                  | Kilbeggan               | Tullamore        |
| Meeniska                                      | 58    | Moycashel                  | Kilbeggan               | Tullamore        |
| Meersparkfarm (o Demesne)                     | 238   | Moycashel                  | Kilbeggan               | Tullamore        |
| Milkernagh                                    | 376   | Moygoish                   | Street                  | Granard          |
| Mill Land                                     | 37    | Farbill                    | Killucan                | Mullingar        |
| Millcastle                                    | 228   | Fore                       | Rathgarve               | Castletowndelvin |
| Millerstown                                   | 72    | Farbill                    | Killucan                | Mullingar        |
| Millltown                                     | 701   | Rathconrath                | Churchtown              | Mullingar        |
| Milltown                                      | Town  | Fartullagh                 | Pass of Kilbride        | Mullingar        |
| Milltown                                      | 1.115 | Fartullagh                 | Pass of Kilbride        | Mullingar        |
| Milltown                                      | 195   | Rathconrath                | Ballymore               | Ballymahon       |
| Milltown                                      | 310   | Rathconrath                | Rathconrath             | Mullingar        |
| Milltown                                      | 775   | Fore                       | Faughalstown            | Castletowndelvin |
| Mitchelstown                                  | 298   | Delvin                     | Castletowndelvin        | Castletowndelvin |
| Moate                                         | Town  | Clonlonan                  | Kilcleagh               | Athlone          |
| Moate                                         | Town  | Clonlonan                  | Kilmanaghan             | Athlone          |
| Moategranoge                                  | 374   | Clonlonan                  | Kilcleagh               | Athlone          |
| Modranstown                                   | 122   | Rathconrath                | Rathconrath             | Mullingar        |
| Monaduff                                      | 170   | Moycashel                  | Ardnurcher or Horseleap | Mullingar        |
| Monagead                                      | 164   | Moygoish                   | Street                  | Granard          |
| Monaghanstown                                 | 787   | Moycashel                  | Dysart                  | Mullingar        |
| Monasset                                      | 912   | Moycashel                  | Rahugh                  | Tullamore        |
| Moneen                                        | 191   | Clonlonan                  | Kilcleagh               | Athlone          |
| Money                                         | 268   | Fore                       | Foyran                  | Granard          |
| Moneybeg                                      | 261   | Fore                       | Foyran                  | Granard          |
| Moneylea                                      | 3     | Moyashel and Magheradernon | Rathconnell             | Mullingar        |
| Moneynamanagh (o Umma Beg)                    | 207   | Rathconrath                | Ballymore               | Athlone          |
| Monganstown                                   | 483   | Farbill                    | Killucan                | Mullingar        |
| Monintown                                     | 116   | Corkaree                   | Stonehall               | Mullingar        |
| Monintown                                     | 425   | Corkaree                   | Multyfarnham            | Mullingar        |
| Monkstown                                     | 589   | Corkaree                   | Taghmon                 | Mullingar        |
| Monktown                                      | 379   | Fore                       | Mayne                   | Granard          |
| Monroe (Nugent) (o Johnstown)                 | 113   | Moygoish                   | Templeoran              | Mullingar        |
| Monroe                                        | 167   | Corkaree                   | Portloman               | Mullingar        |
| Montrath                                      | 983   | Moycashel                  | Rahugh                  | Tullamore        |
| Moorerow (o Tonlegee)                         | 297   | Fartullagh                 | Kilbride                | Mullingar        |
| Mooretown                                     | 400   | Delvin                     | Castletowndelvin        | Castletowndelvin |
| Moortown and Lakill                           | 837   | Fore                       | St. Feighins            | Castletowndelvin |
| Moranspark                                    | 8     | Rathconrath                | Killare                 | Mullingar        |
| Moranstown                                    | 47    | Moygoish                   | Kilbixy                 | Mullingar        |
| Mosstown (o Ballinkeeny)                      | 212   | Rathconrath                | Killare                 | Mullingar        |
| Mosstown Demesne                              | 140   | Rathconrath                | Killare                 | Mullingar        |
| Mount Temple                                  | 580   | Clonlonan                  | Ballyloughloe           | Athlone          |
| Mountmurray                                   | 357   | Corkaree                   | Portnashangan           | Mullingar        |
| Mountrobert                                   | 143   | Moyashel and Magheradernon | Rathconnell             | Mullingar        |
| Moycashel                                     | 680   | Moycashel                  | Ardnurcher or Horseleap | Tullamore        |
| Moydrum                                       | 474   | Brawny                     | St. Mary's              | Athlone          |
| Moydrum                                       | 498   | Clonlonan                  | Ballyloughloe           | Athlone          |
| Moygrehan Lower                               | 259   | Delvin                     | Killua                  | Castletowndelvin |
| Moygrehan Upper                               | 237   | Delvin                     | Killua                  | Castletowndelvin |
| Moyleroe Big                                  | 298   | Delvin                     | Castletowndelvin        | Castletowndelvin |
| Moyleroe Little                               | 60    | Delvin                     | Castletowndelvin        | Castletowndelvin |
| Moyvore                                       | Town  | Rathconrath                | Templepatrick           | Ballymahon       |
| Moyvore                                       | 1.483 | Rathconrath                | Templepatrick           | Ballymahon       |
| Moyvoughly                                    | 1.911 | Rathconrath                | Ballymore               | Athlone          |
| Muckanagh                                     | 634   | Kilkenny West              | Noughaval               | Athlone          |
| Muckletown                                    | 10    | Delvin                     | Castletowndelvin        | Castletowndelvin |
| Mucklin                                       | 131   | Delvin                     | Killucan                | Castletowndelvin |
| Mulchanstown                                  | 110   | Delvin                     | Killulagh               | Castletowndelvin |
| Mullagh                                       | 278   | Fore                       | Lickbla                 | Granard          |
| Mullaghcloe                                   | 633   | Rathconrath                | Killare                 | Ballymahon       |
| Mullaghcroy                                   | 526   | Delvin                     | Castletowndelvin        | Castletowndelvin |
| Mullaghmeen                                   | 436   | Fore                       | Foyran                  | Granard          |
| Mullanakill                                   | 125   | Fore                       | Rathgarve               | Castletowndelvin |
| Mullenmeehan                                  | 523   | Rathconrath                | Ballymore               | Ballymahon       |
| Mulliganstown                                 | 552   | Delvin                     | Clonarney               | Castletowndelvin |
| Mullingar                                     | Town  | Moyashel and Magheradernon | Mullingar               | Mullingar        |
| Mullingar                                     | 857   | Moyashel and Magheradernon | Mullingar               | Mullingar        |
| Multyfarnham                                  | Town  | Corkaree                   | Multyfarnham            | Mullingar        |
| Multyfarnham (o Fearbranagh)                  | 116   | Corkaree                   | Tyfarnham               | Mullingar        |
| Multyfarnham (o Fearbranagh)                  | 142   | Corkaree                   | Stonehall               | Mullingar        |
| Multyfarnham                                  | 185   | Corkaree                   | Multyfarnham            | Mullingar        |
| Mweelra                                       | 91    | Rathconrath                | Conry                   | Mullingar        |
| Mylestown                                     | 144   | Farbill                    | Killucan                | Mullingar        |
| Nahod Little                                  | 156   | Clonlonan                  | Ballyloughloe           | Athlone          |
| Nahod More                                    | 183   | Clonlonan                  | Ballyloughloe           | Athlone          |
| Newbristy North                               | 126   | Rathconrath                | Ballymorin              | Mullingar        |
| Newbristy South                               | 55    | Rathconrath                | Ballymorin              | Mullingar        |
| Newcastle                                     | 358   | Fore                       | Lickbla                 | Granard          |
| Newcastle                                     | 508   | Fartullagh                 | Clonfad                 | Mullingar        |
| Newcastle                                     | 67    | Clonlonan                  | Kilcleagh               | Athlone          |
| Newdown                                       | 1.406 | Farbill                    | Killucan                | Mullingar        |
| Newgrove                                      | 34    | Kilkenny West              | Drumraney               | Ballymahon       |
| Newpark (o Loughanavagh)                      | 172   | Fore                       | St. Feighins            | Castletowndelvin |
| Newpass Demesne                               | 131   | Moygoish                   | Rathaspick              | Granard          |
| Newtown                                       | 131   | Fore                       | Mayne                   | Granard          |
| Newtown                                       | 181   | Moyashel and Magheradernon | Mullingar               | Mullingar        |
| Newtown                                       | 395   | Delvin                     | Castletowndelvin        | Castletowndelvin |
| Newtown                                       | 525   | Rathconrath                | Ballymore               | Ballymahon       |
| Newtownlow                                    | 190   | Moycashel                  | Newtown                 | Mullingar        |
| Nicholastown                                  | 163   | Rathconrath                | Churchtown              | Mullingar        |
| Nicholastown                                  | 33    | Kilkenny West              | Noughaval               | Ballymahon       |
| Nonsuch                                       | 220   | Fore                       | Mayne                   | Granard          |
| Noughaval                                     | 557   | Kilkenny West              | Noughaval               | Ballymahon       |
| Nuns Island                                   | 44    | Kilkenny West              | Bunown                  | Athlone          |
| Nure (o Lilliput)                             | 244   | Moycashel                  | Dysart                  | Mullingar        |
| Oldtown (o Puddingstreet)                     | 111   | Kilkenny West              | Drumraney               | Ballymahon       |
| Oldtown                                       | 364   | Fartullagh                 | Castlelost              | Mullingar        |
| Ories                                         | 378   | Clonlonan                  | Kilcleagh               | Athlone          |
| Packenhamhall (o Tullynally)                  | 471   | Fore                       | Mayne                   | Granard          |
| Paddinstown Lower                             | 410   | Rathconrath                | Rathconrath             | Ballymahon       |
| Paddinstown Upper                             | 172   | Rathconrath                | Rathconrath             | Ballymahon       |
| Pallas                                        | 303   | Moycashel                  | Durrow                  | Tullamore        |
| Pallasboy                                     | 481   | Moycashel                  | Rahugh                  | Tullamore        |
| Parcellstown                                  | 123   | Rathconrath                | Rathconrath             | Mullingar        |
| Parcellstown                                  | 727   | Moygoish                   | Templeoran              | Mullingar        |
| Paristown                                     | 120   | Delvin                     | Killua                  | Castletowndelvin |
| Parsonstown                                   | 413   | Corkaree                   | Tyfarnham               | Mullingar        |
| Paslicktown                                   | 272   | Fartullagh                 | Moylisker               | Mullingar        |
| Pass of Kilbride                              | 1.999 | Fartullagh                 | Pass of Kilbride        | Mullingar        |
| Pearsonsbrook                                 | 208   | Kilkenny West              | Kilkenny West           | Athlone          |
| Petitswood                                    | 552   | Moyashel and Magheradernon | Mullingar               | Mullingar        |
| Piercefield (o Templeoran)                    | 740   | Moygoish                   | Templeoran              | Mullingar        |
| Piercefield                                   | 255   | Corkaree                   | Portnashangan           | Mullingar        |
| Piercetown                                    | 233   | Rathconrath                | Piercetown              | Ballymahon       |
| Piercetown                                    | 313   | Fartullagh                 | Castlelost              | Mullingar        |
| Pishanagh                                     | 128   | Kilkenny West              | Drumraney               | Ballymahon       |
| Pishanagh                                     | 73    | Rathconrath                | Rathconrath             | Mullingar        |
| Plodstown                                     | 167   | Moyashel and Magheradernon | Mullingar               | Mullingar        |
| Plodstown                                     | 52    | Fartullagh                 | Mullingar               | Mullingar        |
| Portaneena                                    | 219   | Kilkenny West              | Kilkenny West           | Athlone          |
| Porterstown (Cooke)                           | 367   | Farbill                    | Killucan                | Mullingar        |
| Porterstown (Napper)                          | 157   | Farbill                    | Killucan                | Mullingar        |
| Portjack                                      | 123   | Fore                       | Mayne                   | Granard          |
| Portlick                                      | 373   | Kilkenny West              | Bunown                  | Athlone          |
| Portloman                                     | 267   | Corkaree                   | Portloman               | Mullingar        |
| Portnashangan                                 | 498   | Corkaree                   | Portnashangan           | Mullingar        |
| Pottiaghan Commons                            | 153   | Rathconrath                | Killare                 | Ballymahon       |
| Prebaun                                       | 40    | Fartullagh                 | Moylisker               | Mullingar        |
| Priesttown                                    | 224   | Farbill                    | Killucan                | Mullingar        |
| Printinstown                                  | 323   | Delvin                     | Castletowndelvin        | Castletowndelvin |
| Puddingstreet (o Oldtown)                     | 111   | Kilkenny West              | Drumraney               | Ballymahon       |
| Quqrry                                        | 201   | Moyashel and Magheradernon | Mullingar               | Mullingar        |
| Rackavra                                      | 501   | Rathconrath                | Killare                 | Mullingar        |
| Rahadorrish                                   | 153   | Rathconrath                | Templepatrick           | Ballymahon       |
| Rahanine                                      | 568   | Fartullagh                 | Castlelost              | Mullingar        |
| Raharney                                      | Town  | Farbill                    | Killucan                | Mullingar        |
| Raharney                                      | 243   | Farbill                    | Killucan                | Mullingar        |
| Raharney Little                               | 56    | Farbill                    | Killucan                | Castletowndelvin |
| Raheen                                        | 682   | Rathconrath                | Ballymore               | Athlone          |
| Raheen Beg                                    | 115   | Fore                       | Rathgarve               | Granard          |
| Raheen More                                   | 132   | Fore                       | Rathgarve               | Castletowndelvin |
| Rahinashene and Spittaltown                   | 141   | Moycashel                  | Newtown                 | Mullingar        |
| Rahinashurock                                 | 96    | Moycashel                  | Newtown                 | Mullingar        |
| Rahincuill                                    | 486   | Fartullagh                 | Newtown                 | Mullingar        |
| Rahinmore                                     | 169   | Moycashel                  | Newtown                 | Mullingar        |
| Rahugh                                        | 271   | Moycashel                  | Rahugh                  | Tullamore        |
| Ralphsdale                                    | 163   | Delvin                     | Kilcumny                | Castletowndelvin |
| Ranaghan                                      | 641   | Fore                       | St. Feighins            | Castletowndelvin |
| Ranahiuch                                     | 261   | Fore                       | Faughalstown            | Castletowndelvin |
| Rath (Malone)                                 | 37    | Rathconrath                | Piercetown              | Mullingar        |
| Rath                                          | 112   | Moygoish                   | Kilbixy                 | Mullingar        |
| Rath                                          | 352   | Kilkenny West              | Kilkenny West           | Athlone          |
| Rath                                          | 652   | Moygoish                   | Street                  | Granard          |
| Rath Lower                                    | 121   | Kilkenny West              | Noughaval               | Ballymahon       |
| Rath Upper                                    | 174   | Kilkenny West              | Noughaval               | Ballymahon       |
| Rathaniska                                    | 114   | Corkaree                   | Leny                    | Mullingar        |
| Rathaniska                                    | 6     | Corkaree                   | Lackan                  | Mullingar        |
| Rathaspick                                    | 126   | Moygoish                   | Rathaspick              | Mullingar        |
| Rathbennett                                   | 333   | Corkaree                   | Leny                    | Mullingar        |
| Rathbrack                                     | 38    | Farbill                    | Killucan                | Mullingar        |
| Rathcaled                                     | 383   | Rathconrath                | Rathconrath             | Mullingar        |
| Rathcam (o Lemongrove)                        | 263   | Fartullagh                 | Enniscoffey             | Mullingar        |
| Rathcarra                                     | 34    | Rathconrath                | Ballymorin              | Mullingar        |
| Rathcastle                                    | 145   | Rathconrath                | Rathconrath             | Mullingar        |
| Rathclittagh                                  | 227   | Moygoish                   | Rathaspick              | Mullingar        |
| Rathcogue                                     | 188   | Rathconrath                | Piercetown              | Ballymahon       |
| Rathcolman                                    | 307   | Moyashel and Magheradernon | Mullingar               | Mullingar        |
| Rathconnell                                   | 575   | Moyashel and Magheradernon | Rathconnell             | Mullingar        |
| Rathconrath                                   | Town  | Rathconrath                | Rathconrath             | Mullingar        |
| Rathconrath                                   | 152   | Rathconrath                | Rathconrath             | Mullingar        |
| Rathcorbally                                  | 175   | Corkaree                   | Taghmon                 | Mullingar        |
| Rathcore                                      | 163   | Rathconrath                | Churchtown              | Mullingar        |
| Rathcreevagh                                  | 437   | Fore                       | Lickbla                 | Castletowndelvin |
| Rathdrishoge                                  | 382   | Moycashel                  | Castletownkindalen      | Mullingar        |
| Rathduff (o Anneville)                        | 335   | Fartullagh                 | Moylisker               | Mullingar        |
| Rathduff                                      | 148   | Clonlonan                  | Ballyloughloe           | Athlone          |
| Rathduff                                      | 295   | Rathconrath                | Rathconrath             | Mullingar        |
| Rathganny                                     | 498   | Corkaree                   | Multyfarnham            | Mullingar        |
| Rathgarrett                                   | 2.582 | Fartullagh                 | Newtown                 | Mullingar        |
| Rathgarve                                     | 97    | Fore                       | Rathgarve               | Castletowndelvin |
| Rathgowan (o Farranshock)                     | 85    | Moyashel and Magheradernon | Mullingar               | Mullingar        |
| Rathlevanagh                                  | 256   | Corkaree                   | Portnashangan           | Mullingar        |
| Rathmore                                      | 204   | Moygoish                   | Kilmacnevan             | Mullingar        |
| Rathnamuddagh                                 | 1.538 | Moyashel and Magheradernon | Dysart                  | Mullingar        |
| Rathnarrow                                    | 107   | Farbill                    | Killucan                | Mullingar        |
| Rathnew                                       | 92    | Rathconrath                | Conry                   | Mullingar        |
| Rathnugent                                    | 107   | Moycashel                  | Castletownkindalen      | Mullingar        |
| Rathnure                                      | 197   | Fartullagh                 | Clonfad                 | Mullingar        |
| Rathowen                                      | Town  | Moygoish                   | Rathaspick              | Granard          |
| Rathowen (Edward)                             | 93    | Moygoish                   | Rathaspick              | Granard          |
| Rathowen                                      | 307   | Moygoish                   | Rathaspick              | Granard          |
| Rathowen                                      | 59    | Moygoish                   | Russagh                 | Granard          |
| Rathshane                                     | 175   | Fore                       | Foyran                  | Granard          |
| Rathskeagh Loweer                             | 181   | Rathconrath                | Killare                 | Mullingar        |
| Rathskeagh Upper                              | 438   | Rathconrath                | Killare                 | Mullingar        |
| Rathtrim                                      | 129   | Rathconrath                | Rathconrath             | Mullingar        |
| Rathwire                                      | Town  | Farbill                    | Killucan                | Mullingar        |
| Rathwire Lower                                | 369   | Farbill                    | Killucan                | Mullingar        |
| Rathwire Upper                                | 437   | Farbill                    | Killucan                | Mullingar        |
| Ratrass                                       | 218   | Farbill                    | Killucan                | Castletowndelvin |
| Rattin                                        | 1.528 | Farbill                    | Killucan                | Mullingar        |
| Redmondstown                                  | 659   | Rathconrath                | Churchtown              | Mullingar        |
| Rehabane                                      | 484   | Moygoish                   | Street                  | Granard          |
| Relick (Longworth)                            | 215   | Rathconrath                | Piercetown              | Ballymahon       |
| Relick (Malone)                               | 36    | Rathconrath                | Piercetown              | Ballymahon       |
| Retreat                                       | 89    | Brawny                     | St. Mary's              | Athlone          |
| Reynella                                      | 611   | Moyashel and Magheradernon | Rathconnell             | Mullingar        |
| Rickardstown                                  | 839   | Delvin                     | Killulagh               | Castletowndelvin |
| Ringstown                                     | 235   | Fore                       | Faughalstown            | Castletowndelvin |
| Riverdale                                     | 1.695 | Farbill                    | Killucan                | Castletowndelvin |
| Riverstown                                    | 457   | Farbill                    | Killucan                | Mullingar        |
| Robinstown (Levinge)                          | 306   | Moyashel and Magheradernon | Mullingar               | Mullingar        |
| Robinstown (Tyrrell)                          | 250   | Moyashel and Magheradernon | Mullingar               | Mullingar        |
| Robinstown                                    | 152   | Fore                       | Lickbla                 | Castletowndelvin |
| Robinstown                                    | 20    | Fartullagh                 | Clonfad                 | Mullingar        |
| Robinstown                                    | 318   | Fartullagh                 | Carrick                 | Mullingar        |
| Robinstown                                    | 393   | Delvin                     | Kilcumny                | Castletowndelvin |
| Robinstown Great                              | 98    | Delvin                     | Castletowndelvin        | Castletowndelvin |
| Robinstown Little                             | 23    | Delvin                     | Castletowndelvin        | Castletowndelvin |
| Robinstown Lower                              | 98    | Fore                       | Rathgarve               | Castletowndelvin |
| Robinstown Upper                              | 125   | Fore                       | Rathgarve               | Castletowndelvin |
| Rochestown                                    | 154   | Fore                       | Lickbla                 | Granard          |
| Rochfort Demesne                              | 450   | Fartullagh                 | Moylisker               | Mullingar        |
| Rochfortbridge                                | Town  | Fartullagh                 | Castlelost              | Mullingar        |
| Rockfield (o Crumlin)                         | 297   | Moygoish                   | Rathaspick              | Mullingar        |
| Rogerstown                                    | 133   | Rathconrath                | Churchtown              | Mullingar        |
| Rooan                                         | 86    | Kilkenny West              | Bunown                  | Athlone          |
| Rosmead and Cavestown                         | 1.346 | Delvin                     | Castletowndelvin        | Castletowndelvin |
| Ross                                          | 93    | Kilkenny West              | Noughaval               | Athlone          |
| Rossbeg                                       | 95    | Moycashel                  | Rahugh                  | Tullamore        |
| Rostalla                                      | 272   | Moycashel                  | Durrow                  | Tullamore        |
| Rowe (o Toordillon)                           | 60    | Rathconrath                | Killare                 | Mullingar        |
| Rowlandstown                                  | 290   | Rathconrath                | Rathconrath             | Mullingar        |
| Russagh                                       | 240   | Moygoish                   | Russagh                 | Granard          |
| Russellstown                                  | 455   | Fartullagh                 | Mullingar               | Mullingar        |
| Sarsanstown                                   | 124   | Moyashel and Magheradernon | Mullingar               | Mullingar        |
| Sarsfieldstown                                | 76    | Farbill                    | Killucan                | Mullingar        |
| Scroghil                                      | 54    | Clonlonan                  | Kilcleagh               | Athlone          |
| Scurlockstown                                 | 151   | Corkaree                   | Portloman               | Mullingar        |
| Scurlockstown                                 | 575   | Delvin                     | Clonarney               | Castletowndelvin |
| Seeoge                                        | 150   | Clonlonan                  | Kilcleagh               | Athlone          |
| Shanonagh                                     | 533   | Moygoish                   | Templeoran              | Mullingar        |
| Sheean                                        | 56    | Clonlonan                  | Kilcleagh               | Athlone          |
| Sheean                                        | 75    | Rathconrath                | Rathconrath             | Ballymahon       |
| Sheefin                                       | 295   | Corkaree                   | Taghmon                 | Mullingar        |
| Sheepstown                                    | 385   | Delvin                     | Clonarney               | Castletowndelvin |
| Sheskernagh                                   | 104   | Fore                       | Rathgarve               | Castletowndelvin |
| Shinglis                                      | 1.581 | Rathconrath                | Ballymore               | Ballymahon       |
| Shrubbywood                                   | 280   | Fore                       | Mayne                   | Granard          |
| Shureen and Ballynasuddery                    | 171   | Moycashel                  | Kilbeggan               | Tullamore        |
| Shurock                                       | 109   | Moycashel                  | Castletownkindalen      | Mullingar        |
| Shurock                                       | 257   | Clonlonan                  | Ballyloughloe           | Athlone          |
| Simonstown                                    | 126   | Fartullagh                 | Kilbride                | Mullingar        |
| Simonstown                                    | 230   | Fartullagh                 | Enniscoffey             | Mullingar        |
| Simonstown                                    | 279   | Rathconrath                | Rathconrath             | Mullingar        |
| Simonstown                                    | 285   | Fore                       | Mayne                   | Granard          |
| Simonstown                                    | 47    | Farbill                    | Killucan                | Mullingar        |
| Sionhill                                      | 398   | Farbill                    | Killucan                | Mullingar        |
| Skeagh Beg                                    | 52    | Rathconrath                | Rathconrath             | Mullingar        |
| Skeagh More                                   | 397   | Rathconrath                | Rathconrath             | Mullingar        |
| Skeahanagh                                    | 237   | Moycashel                  | Kilbeggan               | Tullamore        |
| Skeanaveane                                   | 32    | Kilkenny West              | Bunown                  | Athlone          |
| Skeheen (Evans)                               | 132   | Moycashel                  | Ardnurcher or Horseleap | Mullingar        |
| Skeheen (Nagle)                               | 229   | Moycashel                  | Ardnurcher or Horseleap | Mullingar        |
| Slane Beg                                     | 308   | Moyashel and Magheradernon | Dysart                  | Mullingar        |
| Slane More                                    | 408   | Moyashel and Magheradernon | Dysart                  | Mullingar        |
| Slanestown                                    | 478   | Moyashel and Magheradernon | Mullingar               | Mullingar        |
| Slieveboy                                     | 491   | Fore                       | Rathgarve               | Castletowndelvin |
| Slievelahan (o Loughanstown Lower)            | 145   | Moygoish                   | Russagh                 | Granard          |
| Snimnagorta                                   | 265   | Rathconrath                | Ballymore               | Ballymahon       |
| Soho                                          | 118   | Corkaree                   | Multyfarnham            | Mullingar        |
| Sonnagh                                       | 190   | Moycashel                  | Rahugh                  | Tullamore        |
| Sonnagh Demesne                               | 478   | Moygoish                   | Templeoran              | Mullingar        |
| South Hill                                    | 174   | Delvin                     | Castletowndelvin        | Castletowndelvin |
| Spittaltown & Rahinashane                     | 141   | Moycashel                  | Newtown                 | Mullingar        |
| Spittaltown                                   | 254   | Moycashel                  | Ardnurcher or Horseleap | Mullingar        |
| Spittlefield (o Springfield)                  | 274   | Moyashel and Magheradernon | Mullingar               | Mullingar        |
| Springfield (o Spittlefield)                  | 274   | Moyashel and Magheradernon | Mullingar               | Mullingar        |
| Sraduff                                       | 249   | Moycashel                  | Castletownkindalen      | Mullingar        |
| Srahenry                                      | 7     | Moyashel and Magheradernon | Mullingar               | Mullingar        |
| Srameen                                       | 43    | Brawny                     | St. Mary's              | Athlone          |
| Sraneeg                                       | 264   | Moycashel                  | Castletownkindalen      | Mullingar        |
| Srunahella                                    | 212   | Fore                       | Rathgarve               | Castletowndelvin |
| Stokestown                                    | 288   | Moyashel and Magheradernon | Mullingar               | Mullingar        |
| Stonehall                                     | 387   | Corkaree                   | Stonehall               | Mullingar        |
| Stonehousefarm                                | 125   | Moycashel                  | Kilbeggan               | Tullamore        |
| Stonestown                                    | 242   | Delvin                     | Castletowndelvin        | Castletowndelvin |
| Stonestown                                    | 268   | Fore                       | Rathgarve               | Castletowndelvin |
| Stonestown                                    | 521   | Delvin                     | Clonarney               | Castletowndelvin |
| Stonestown                                    | 61    | Delvin                     | Killulagh               | Castletowndelvin |
| Stongaluggaun                                 | 29    | Moygoish                   | Rathaspick              | Mullingar        |
| Strattonstown                                 | 375   | Moyashel and Magheradernon | Mullingar               | Mullingar        |
| Streamstown                                   | 110   | Kilkenny West              | Drumraney               | Ballymahon       |
| Streamstown                                   | 468   | Fore                       | Faughalstown            | Castletowndelvin |
| Streamstown                                   | 69    | Kilkenny West              | Noughaval               | Ballymahon       |
| Streamstown                                   | 958   | Moycashel                  | Ardnurcher or Horseleap | Mullingar        |
| Syonan                                        | 100   | Moycashel                  | Ardnurcher or Horseleap | Mullingar        |
| Taghboyne                                     | 172   | Rathconrath                | Churchtown              | Mullingar        |
| Taghmon                                       | 1.120 | Corkaree                   | Taghmon                 | Mullingar        |
| Taghnafearagh                                 | 170   | Rathconrath                | Killare                 | Mullingar        |
| Tallyho                                       | 69    | Fartullagh                 | Moylisker               | Mullingar        |
| Teermore                                      | 95    | Moycashel                  | Ardnurcher or Horseleap | Mullingar        |
| Teernacreeve                                  | 303   | Moycashel                  | Castletownkindalen      | Mullingar        |
| Teevrevagh                                    | 96    | Fore                       | Rathgarve               | Castletowndelvin |
| Templanstown                                  | 179   | Fore                       | Faughalstown            | Castletowndelvin |
| Templanstown                                  | 205   | Fore                       | St. Feighins            | Castletowndelvin |
| Templemacateer                                | 136   | Moycashel                  | Ardnurcher or Horseleap | Mullingar        |
| Templeoran (o Piecefield)                     | 740   | Moygoish                   | Templeoran              | Mullingar        |
| Templeoran North                              | 280   | Fartullagh                 | Clonfad                 | Mullingar        |
| Templeoran South                              | 40    | Fartullagh                 | Clonfad                 | Mullingar        |
| Templepatrick                                 | 272   | Rathconrath                | Templepatrick           | Ballymahon       |
| Temple's Island                               | 2     | Kilkenny West              | Kilkenny West           | Athlone          |
| Tevrin                                        | 343   | Moyashel and Magheradernon | Rathconnell             | Mullingar        |
| Thomastown                                    | 68    | Farbill                    | Killucan                | Mullingar        |
| Tinode                                        | 723   | Moygoish                   | Street                  | Granard          |
| Tober                                         | 192   | Corkaree                   | Multyfarnham            | Mullingar        |
| Toberaquill                                   | 363   | Corkaree                   | Taghmon                 | Mullingar        |
| ToberWestmeath                                | 463   | Kilkenny West              | Kilkenny West           | Athlone          |
| Tobercormick                                  | 501   | Rathconrath                | Ballymorin              | Mullingar        |
| Tobernagauhoge                                | 118   | Kilkenny West              | Kilkenny West           | Athlone          |
| Togher                                        | 676   | Fore                       | Foyran                  | Granard          |
| Togherstown                                   | 606   | Rathconrath                | Conry                   | Mullingar        |
| Tonagh                                        | 446   | Kilkenny West              | Kilkenny West           | Athlone          |
| Tonaghmore&Hammondstown                       | 546   | Fore                       | St. Feighins            | Castletowndelvin |
| Tonaphort                                     | 238   | Moycashel                  | Kilbeggan               | Tullamore        |
| Tonashammer                                   | 539   | Fore                       | St. Feighins            | Castletowndelvin |
| Tonlegee (o Moorerow)                         | 297   | Fartullagh                 | Kilbride                | Mullingar        |
| Tonlegee                                      | 76    | Kilkenny West              | Noughaval               | Ballymahon       |
| Tonlemony                                     | 104   | Rathconrath                | Templepatrick           | Ballymahon       |
| Tonyowen Lower                                | 157   | Fore                       | Foyran                  | Granard          |
| Tonyowen Upper                                | 196   | Fore                       | Foyran                  | Granard          |
| Toor Commons                                  | 14    | Moygoish                   | Kilbixy                 | Mullingar        |
| Toorbeg                                       | 218   | Kilkenny West              | Drumraney               | Athlone          |
| Toorcoffey                                    | 13    | Rathconrath                | Killare                 | Mullingar        |
| Toorevagh                                     | 148   | Rathconrath                | Ballymore               | Ballymahon       |
| Toorfelim                                     | 279   | Clonlonan                  | Kilmanaghan             | Athlone          |
| Toorillon (o Rowe)                            | 60    | Rathconrath                | Killare                 | Mullingar        |
| Toorlisnamore                                 | 583   | Moycashel                  | Castletownkindalen      | Mullingar        |
| Toorydonnellan                                | 111   | Clonlonan                  | Kilcleagh               | Athlone          |
| Tornanstown                                   | 130   | Fartullagh                 | Lynn                    | Mullingar        |
| Torque                                        | 157   | Moycashel                  | Newtown                 | Mullingar        |
| Townparks                                     | 391   | Fore                       | Rathgarve               | Castletowndelvin |
| Tristernagh                                   | 158   | Moygoish                   | Kilbixy                 | Mullingar        |
| Tristernagh Demesne                           | 380   | Moygoish                   | Kilbixy                 | Mullingar        |
| Tromra                                        | 697   | Fore                       | Rathgarve               | Granard          |
| Tubbrit                                       | 86    | Clonlonan                  | Kilcleagh               | Athlone          |
| Tuitestown                                    | 543   | Fore                       | Kilpatrick              | Castletowndelvin |
| Tuitestown                                    | 729   | Moyashel and Magheradernon | Mullingar               | Mullingar        |
| Tullagh Upper (o Killeenbane)                 | 55    | Rathconrath                | Killare                 | Mullingar        |
| Tullaghan                                     | 142   | Kilkenny West              | Kilkenny West           | Athlone          |
| Tullaghan                                     | 633   | Moyashel and Magheradernon | Mullingar               | Mullingar        |
| Tullaghanmore                                 | 122   | Moycashel                  | Castletownkindalen      | Mullingar        |
| Tullaghanshanlin                              | 162   | Clonlonan                  | Ballyloughloe           | Athlone          |
| Tullaghansleek                                | 51    | Moycashel                  | Castletownkindalen      | Mullingar        |
| Tullaghnacrossan                              | 77    | Moycashel                  | Castletownkindalen      | Mullingar        |
| Tullanageeragh                                | 55    | Clonlonan                  | Kilcleagh               | Athlone          |
| Tullanisky                                    | 759   | Fartullagh                 | Lynn                    | Mullingar        |
| Tullin                                        | 108   | Brawny                     | St. Mary's              | Athlone          |
| Tully                                         | 535   | Clonlonan                  | Ballyloughloe           | Athlone          |
| Tullybane                                     | 299   | Clonlonan                  | Ballyloughloe           | Athlone          |
| Tullycross                                    | 298   | Brawny                     | St. Mary's              | Athlone          |
| Tullyhill                                     | 99    | Fore                       | Foyran                  | Granard          |
| Tullyhogan                                    | 46    | Kilkenny West              | Kilkenny West           | Athlone          |
| Tullyhumphrys                                 | 21    | Kilkenny West              | Kilkenny West           | Athlone          |
| Tullylanesborough                             | 40    | Kilkenny West              | Kilkenny West           | Athlone          |
| Tullynally (o Pakenhamhall)                   | 471   | Fore                       | Mayne                   | Granard          |
| Tullystown                                    | 477   | Fore                       | Foyran                  | Granard          |
| Tullywood                                     | 275   | Clonlonan                  | Ballyloughloe           | Athlone          |
| Turbotstown                                   | 305   | Fore                       | Moyne                   | Granard          |
| Twyford                                       | 535   | Clonlonan                  | Ballyloughloe           | Athlone          |
| Tyfarnham                                     | 313   | Corkaree                   | Tyfarnham               | Mullingar        |
| Tyrrellspass                                  | Town  | Fartullagh                 | Clonfad                 | Mullingar        |
| Tyrrellspass                                  | Town  | Fartullagh                 | Newtown                 | Mullingar        |
| Tyrrellspass                                  | 398   | Fartullagh                 | Clonfad                 | Mullingar        |
| Tyrrellstown                                  | 368   | Fartullagh                 | Moylisker               | Mullingar        |
| Umma Beg (o Moneynamanagh)                    | 207   | Rathconrath                | Ballymore               | Athlone          |
| Umma More                                     | 387   | Rathconrath                | Ballymore               | Athlone          |
| Ushnagh Hill                                  | 251   | Rathconrath                | Conry                   | Mullingar        |
| Vilanstown                                    | 600   | Fartullagh                 | Lynn                    | Mullingar        |
| Wadestown                                     | 80    | Farbill                    | Killucan                | Mullingar        |
| Walderstown                                   | 402   | Kilkenny West              | Drumraney               | Ballymahon       |
| Walshestown North                             | 327   | Moyashel and Magheradernon | Mullingar               | Mullingar        |
| Walshestown South                             | 898   | Moyashel and Magheradernon | Mullingar               | Mullingar        |
| Walterstown                                   | 206   | Fartullagh                 | Carrick                 | Mullingar        |
| Wardenstown                                   | 184   | Farbill                    | Killucan                | Mullingar        |
| Warren High                                   | 283   | Clonlonan                  | Ballyloughloe           | Athlone          |
| Warren Lower                                  | 72    | Clonlonan                  | Ballyloughloe           | Athlone          |
| Warrensfields                                 | 6     | Brawny                     | St. Mary's              | Athlone          |
| Waterstown                                    | 904   | Kilkenny West              | Kilkenny West           | Athlone          |
| Wattstown                                     | 284   | Corkaree                   | Portloman               | Mullingar        |
| Whinning                                      | 239   | Kilkenny West              | Bunown                  | Athlone          |
| Whitewell                                     | 403   | Fartullagh                 | Kilbride                | Mullingar        |
| Williamstown (Briscoe)                        | 244   | Delvin                     | Killulagh               | Castletowndelvin |
| Williamstown (Rockford)                       | 163   | Delvin                     | Killulagh               | Castletowndelvin |
| Williamstown                                  | 221   | Fore                       | Mayne                   | Granard          |
| Williamstown                                  | 321   | Clonlonan                  | Ballyloughloe           | Athlone          |
| Williamstown                                  | 490   | Fore                       | Foyran                  | Granard          |
| Williamstown                                  | 762   | Rathconrath                | Piercetown              | Ballymahon       |
| Williamstown New                              | 291   | Rathconrath                | Piercetown              | Ballymahon       |
| Windmill (o Blackislands)                     | 152   | Fartullagh                 | Enniscoffey             | Mullingar        |
| Windtown                                      | 158   | Moygoish                   | Rathaspick              | Granard          |
| Windtown                                      | 470   | Moyashel and Magheradernon | Mullingar               | Mullingar        |
| Windtown                                      | 497   | Fore                       | St. Feighins            | Castletowndelvin |
| Windtown North                                | 114   | Moygoish                   | Russagh                 | Granard          |
| Windtown South                                | 190   | Moygoish                   | Russagh                 | Granard          |
| Wooddown                                      | 906   | Farbill                    | Killucan                | Mullingar        |
| Yorkfield                                     | 47    | Moyashel and Magheradernon | Dysart                  | Mullingar        |